# 石枕

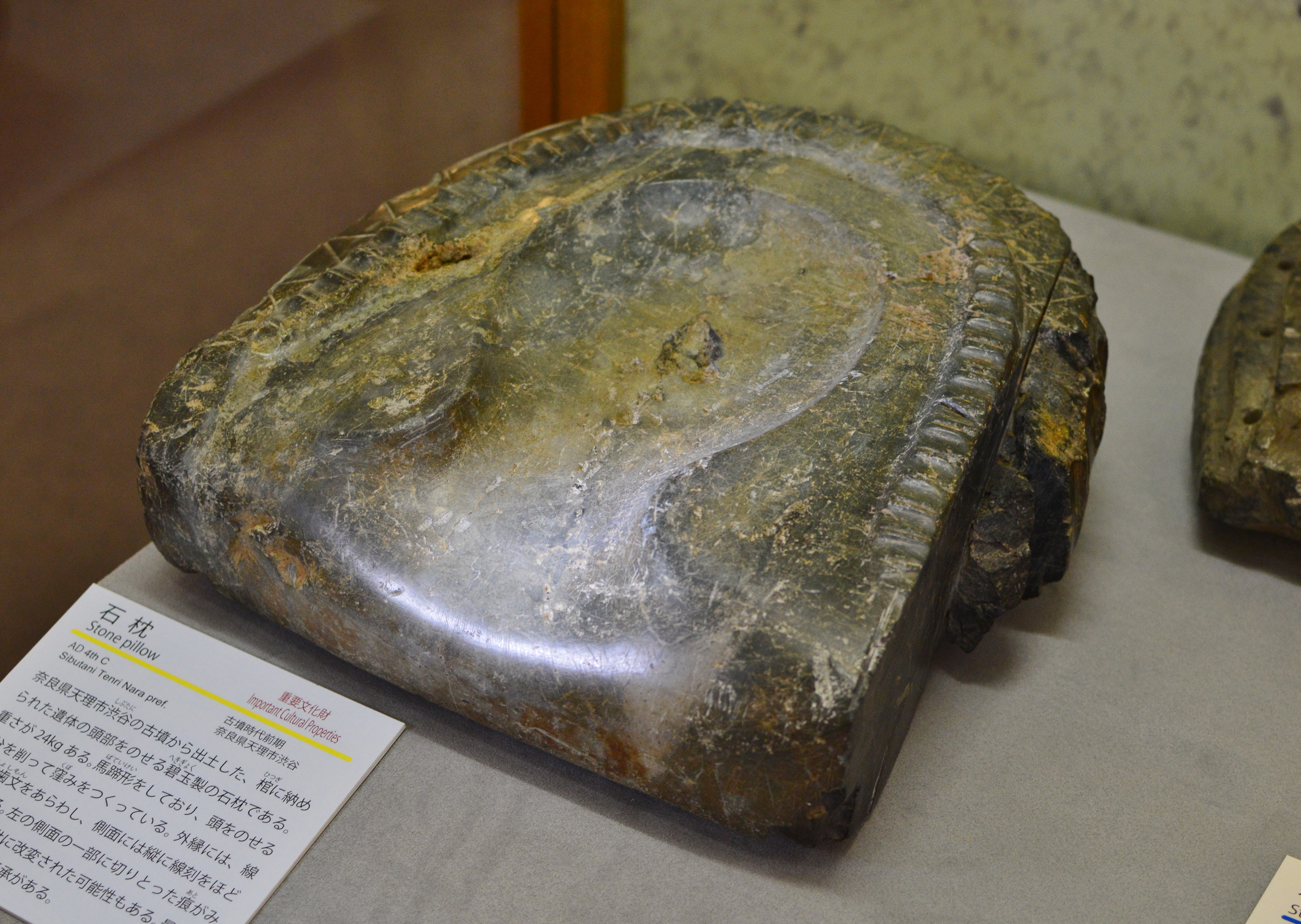
伝渋谷向山古墳出土 碧玉製石枕
（国の重要文化財）奈良県天理市。関西大学博物館展示。

石枕（いしまくら / せきちん）は、古墳時代の遺物（副葬品）の1つで、古墳の石棺内に遺体（被葬者）を安置する際、頭部を固定するために用いられた枕状の石製品である。

## 概要
石枕には大別して、舟形石棺や割竹形石棺の床部分に後頭部形の窪みを造り付けた「石枕造付石棺」と、滑石や砂岩・凝灰岩・蛇紋岩などを加工してやや扁平な馬蹄形に整え、中央を後頭部形に窪ませた石製品の「馬蹄形石枕」とがある。
石枕造付石棺は、古墳時代前期から中期（4世紀 - 5世紀）の西日本の古墳に見られるのに対し、馬蹄形石枕は中期から後期（5世紀 - 6世紀）の東日本の古墳で多く見られ、特に常総（千葉県・茨城県）地域でよく出土する。ただし、奈良県天理市渋谷の伝・渋谷向山古墳出土品（碧玉製、重要文化財）など、西日本の古墳時代前期での発見例もある。
常総地域の石枕は、馬蹄形の縁を階段状に加工して直弧文（ちょくこもん/ちょっこもん）と呼ばれる幾何学的文様を彫刻し、さらにそこへ等間隔に穴を開け、「立花」（りっか）と呼ばれる勾玉2つを組み合わせたような形状の装飾を立て並べたものが見られる。
その他、山梨県甲府市の大丸山古墳では、長さ70センチメートルの横たえた円柱形に窪みを2か所（2遺体分）設けた珍しい形状の石枕が出土した。

## ギャラリー

石枕造付石棺
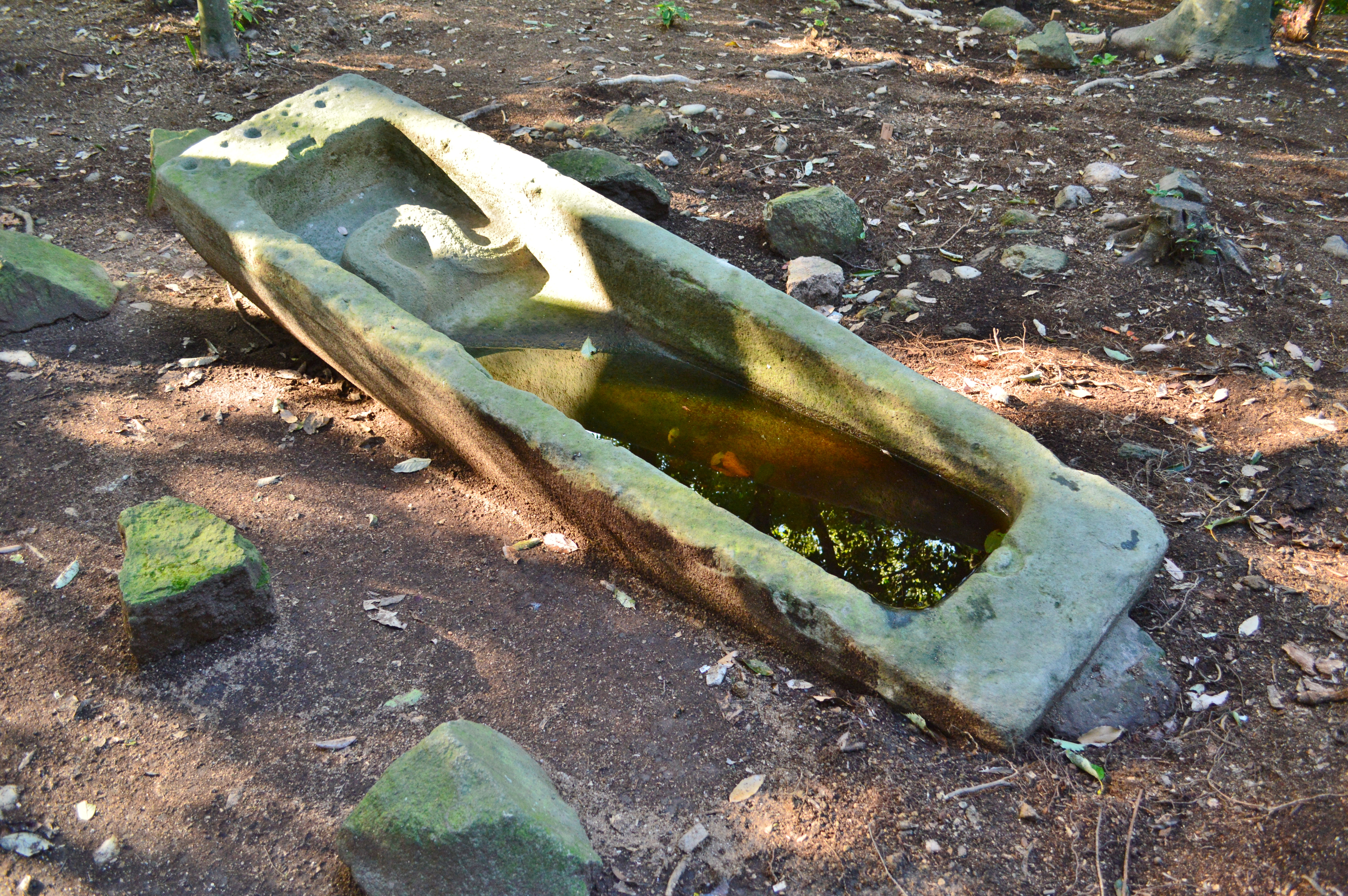
三谷石舟古墳 舟形石棺 香川県高松市。
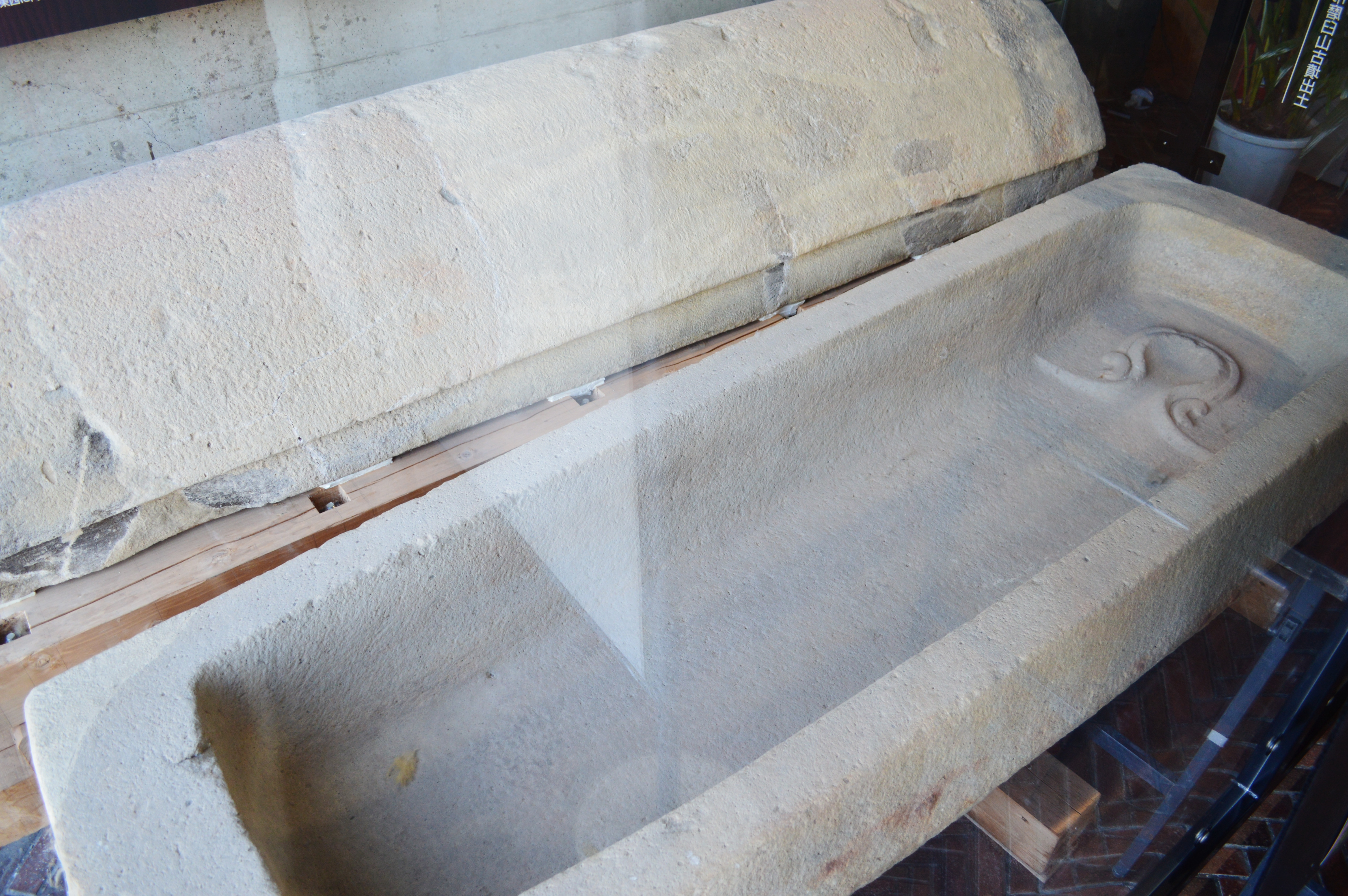
磨臼山古墳 割竹形石棺（重要文化財） 香川県善通寺市。善通寺市民会館展示。
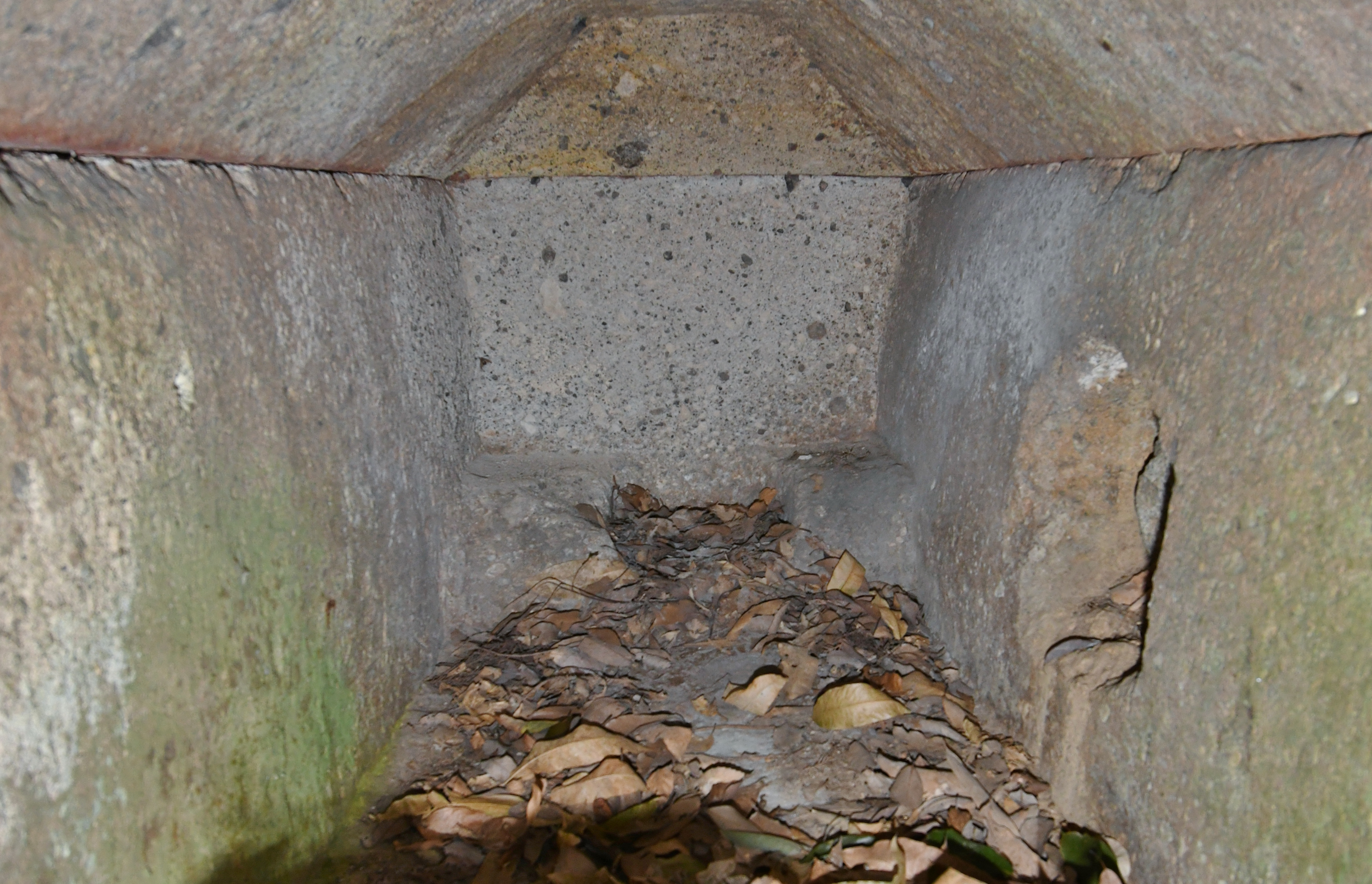
権現堂古墳 家形石棺 奈良県御所市。

馬蹄形石枕
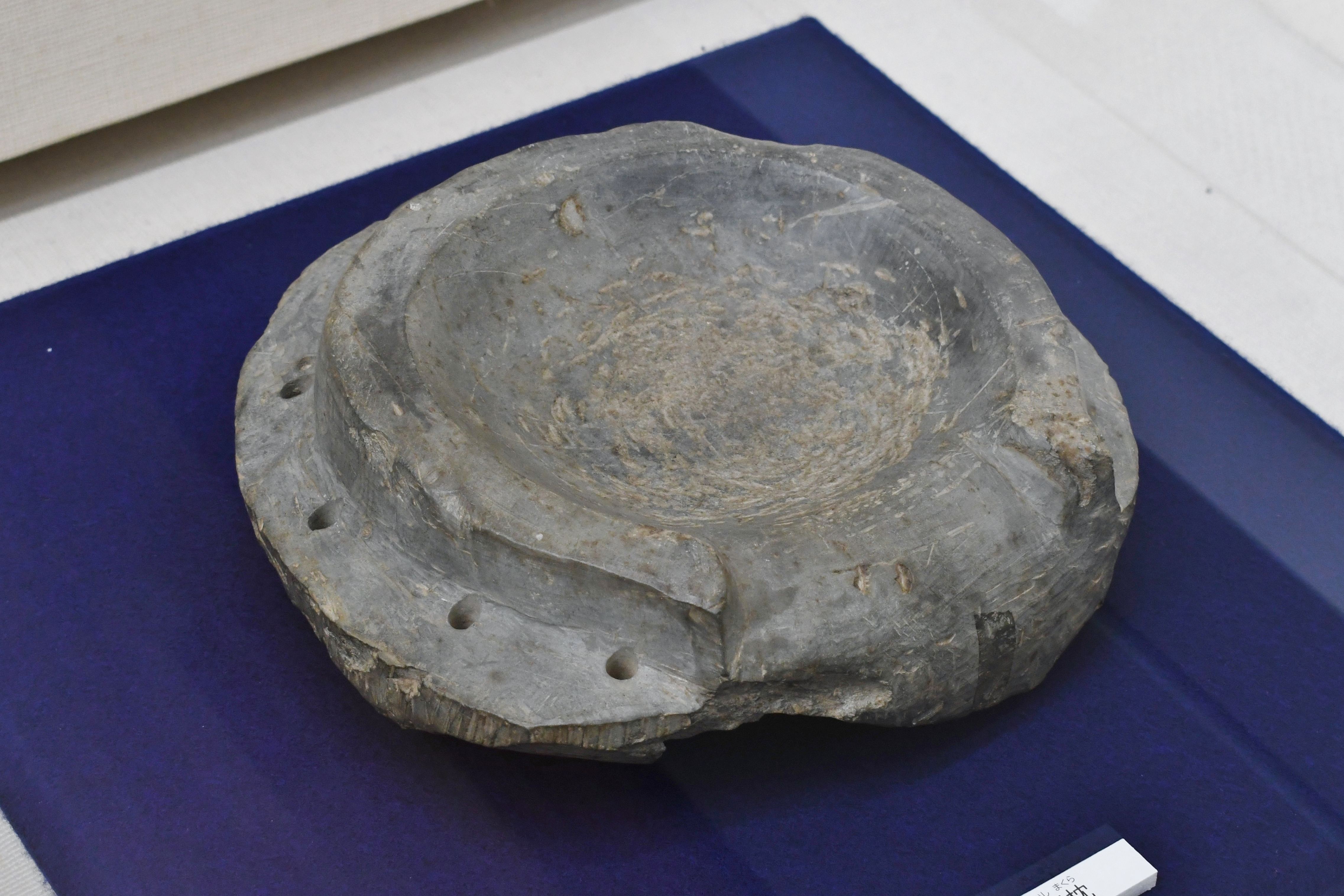
伝久慈郡大子町山田 石枕 茨城県大子町。大阪府立近つ飛鳥博物館企画展示時に撮影。
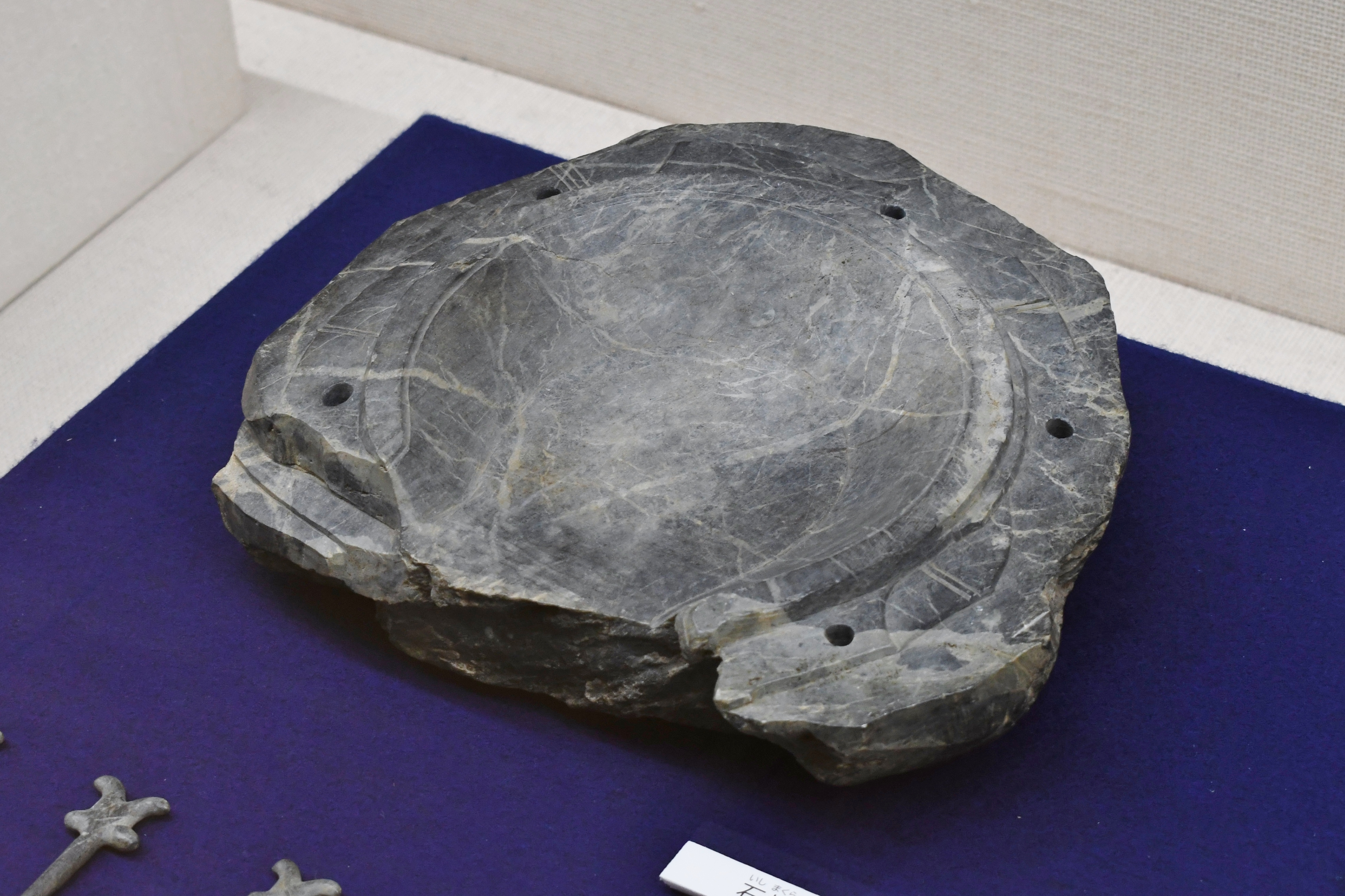
上赤塚1号墳 石枕 千葉県千葉市。大阪府立近つ飛鳥博物館企画展示時に撮影。
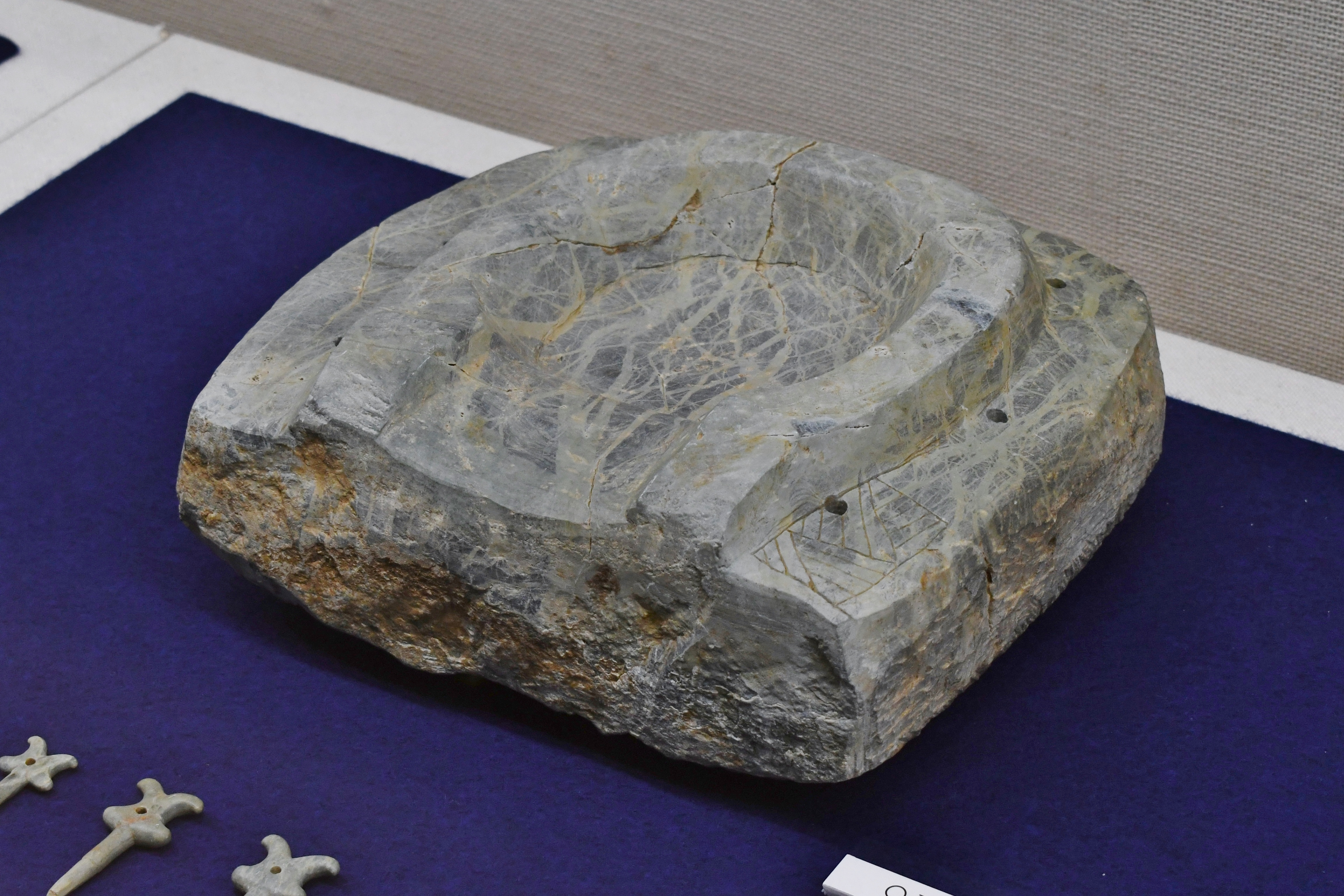
猫作・栗山16号墳 北側石枕 千葉県千葉市。大阪府立近つ飛鳥博物館企画展示時に撮影。
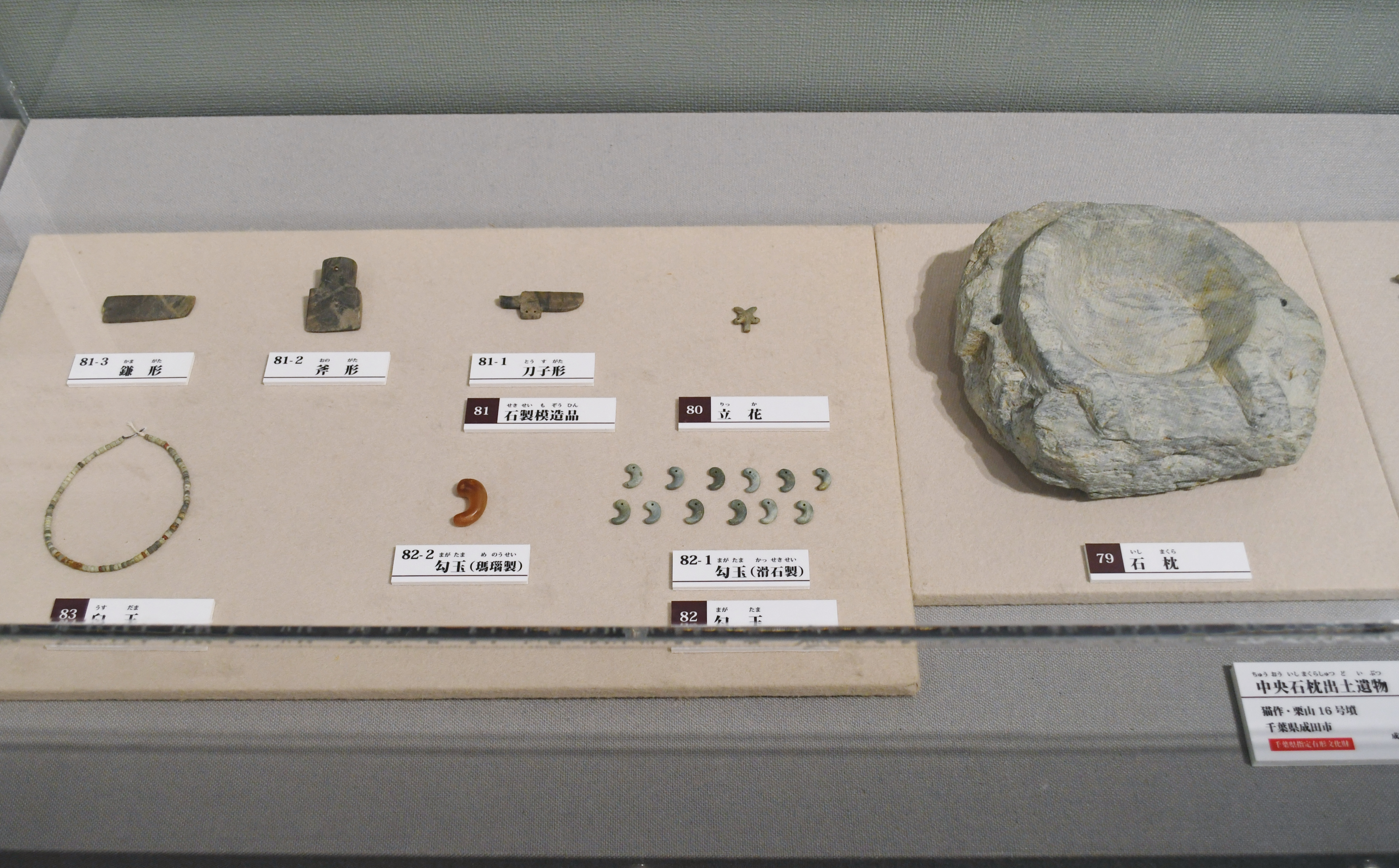
猫作・栗山16号墳 中央石枕・立花ほか 千葉県千葉市。松戸市立博物館企画展示時に撮影。
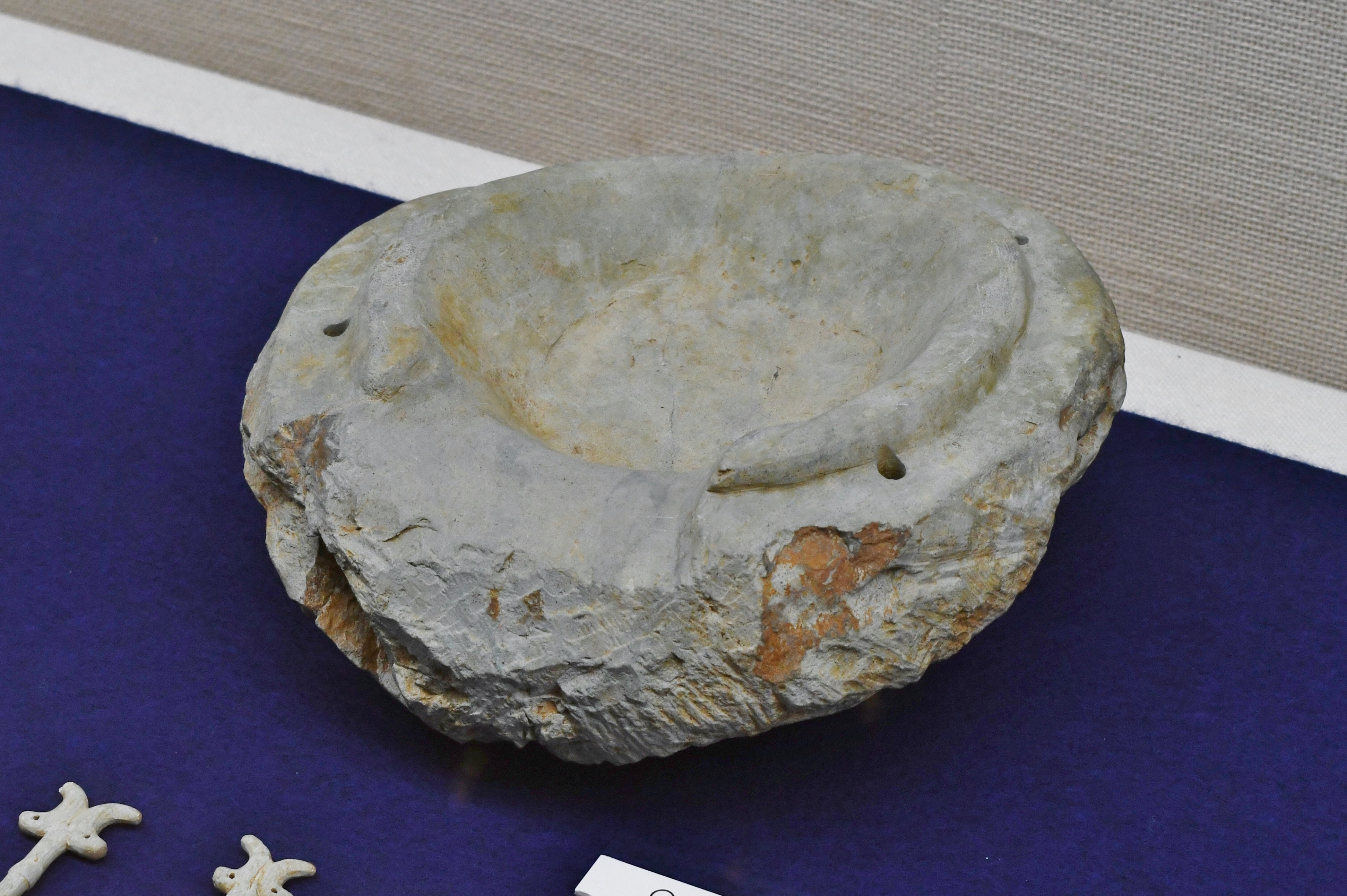
猫作・栗山16号墳 南側石枕 千葉県千葉市。大阪府立近つ飛鳥博物館企画展示時に撮影。
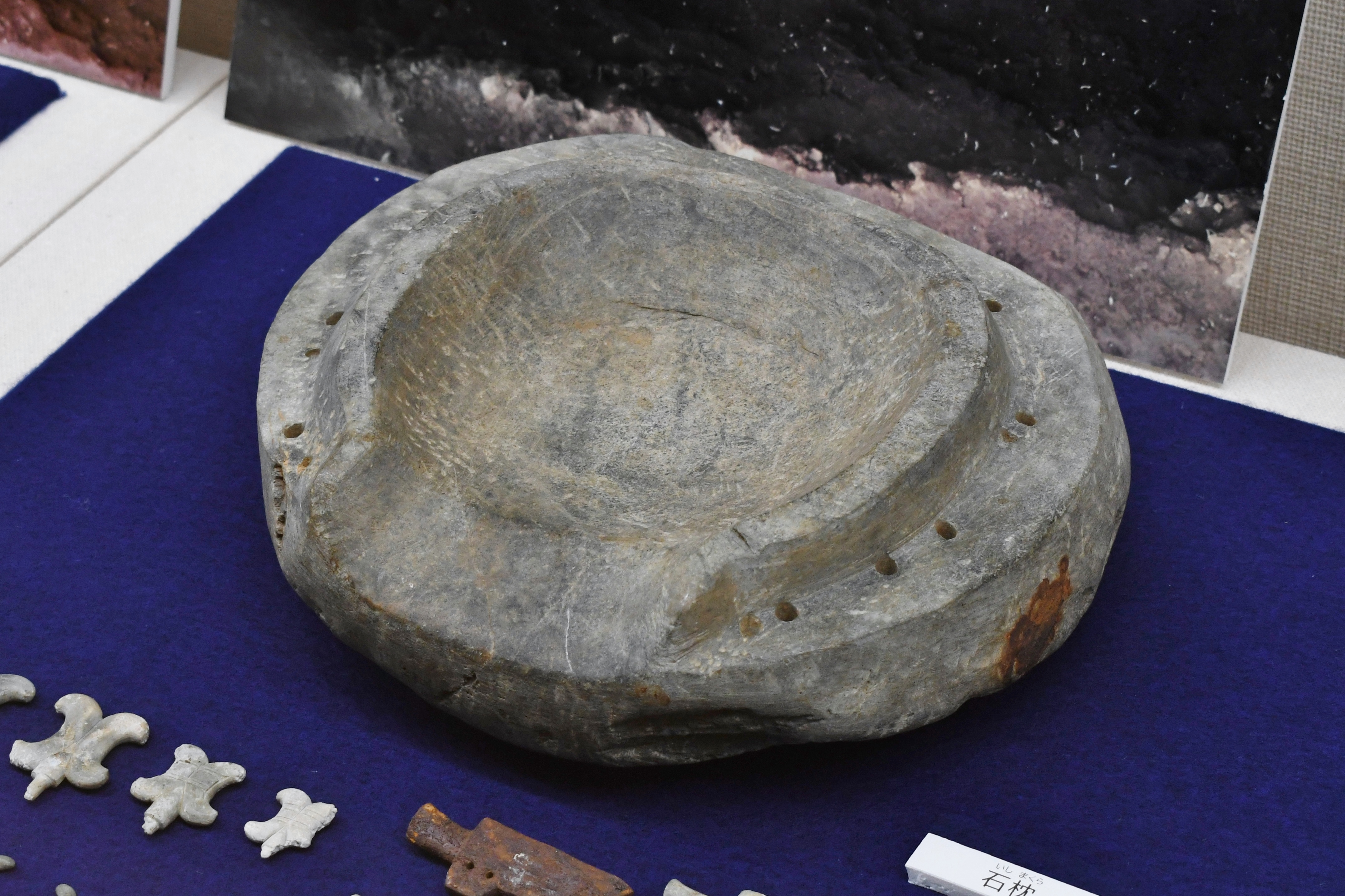
石神2号墳 北側石枕 千葉県千葉市。大阪府立近つ飛鳥博物館企画展示時に撮影。
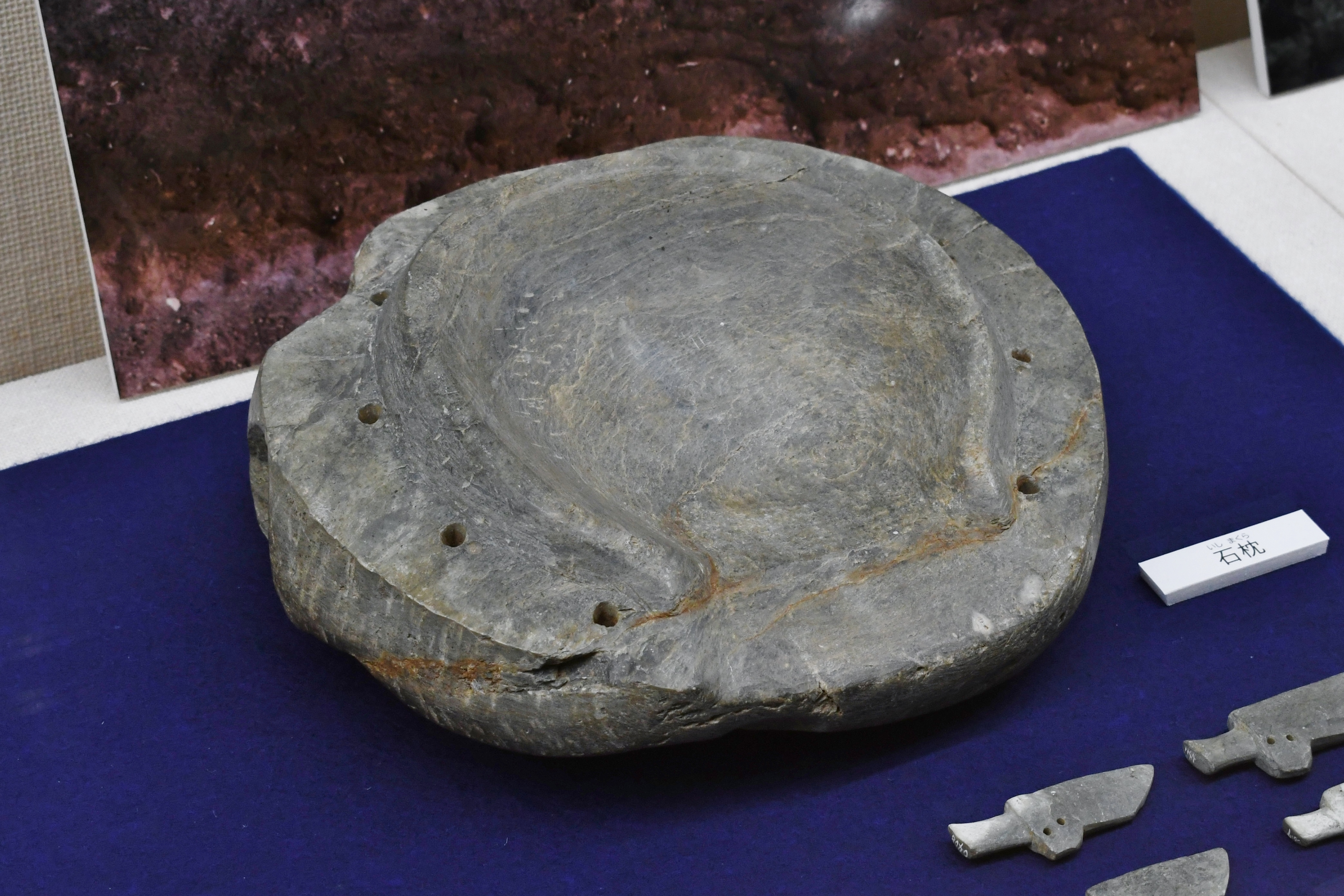
石神2号墳 南側石枕 千葉県千葉市。大阪府立近つ飛鳥博物館企画展示時に撮影。
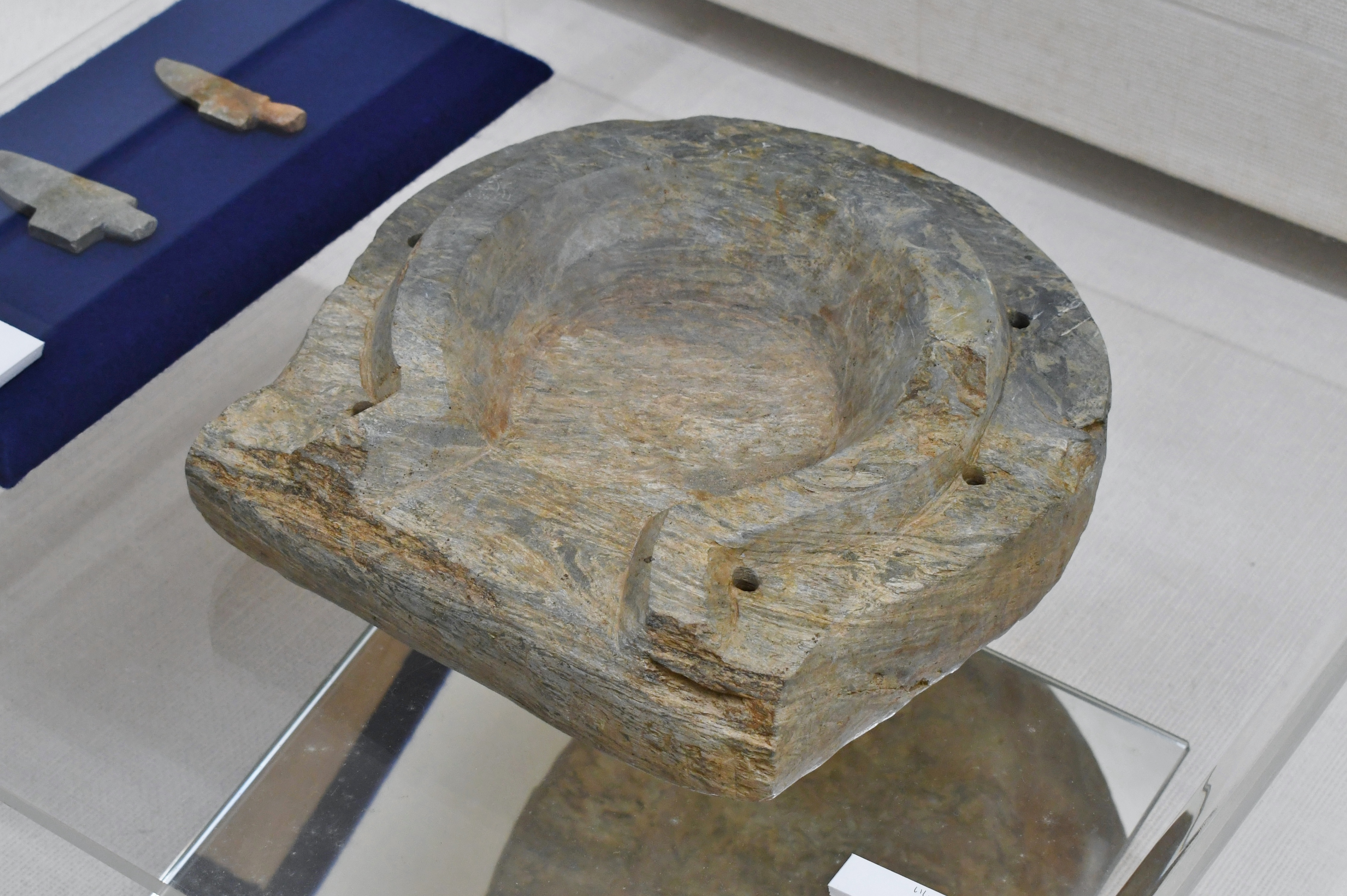
台方宮代遺跡 石枕 千葉県成田市。大阪府立近つ飛鳥博物館企画展示時に撮影。
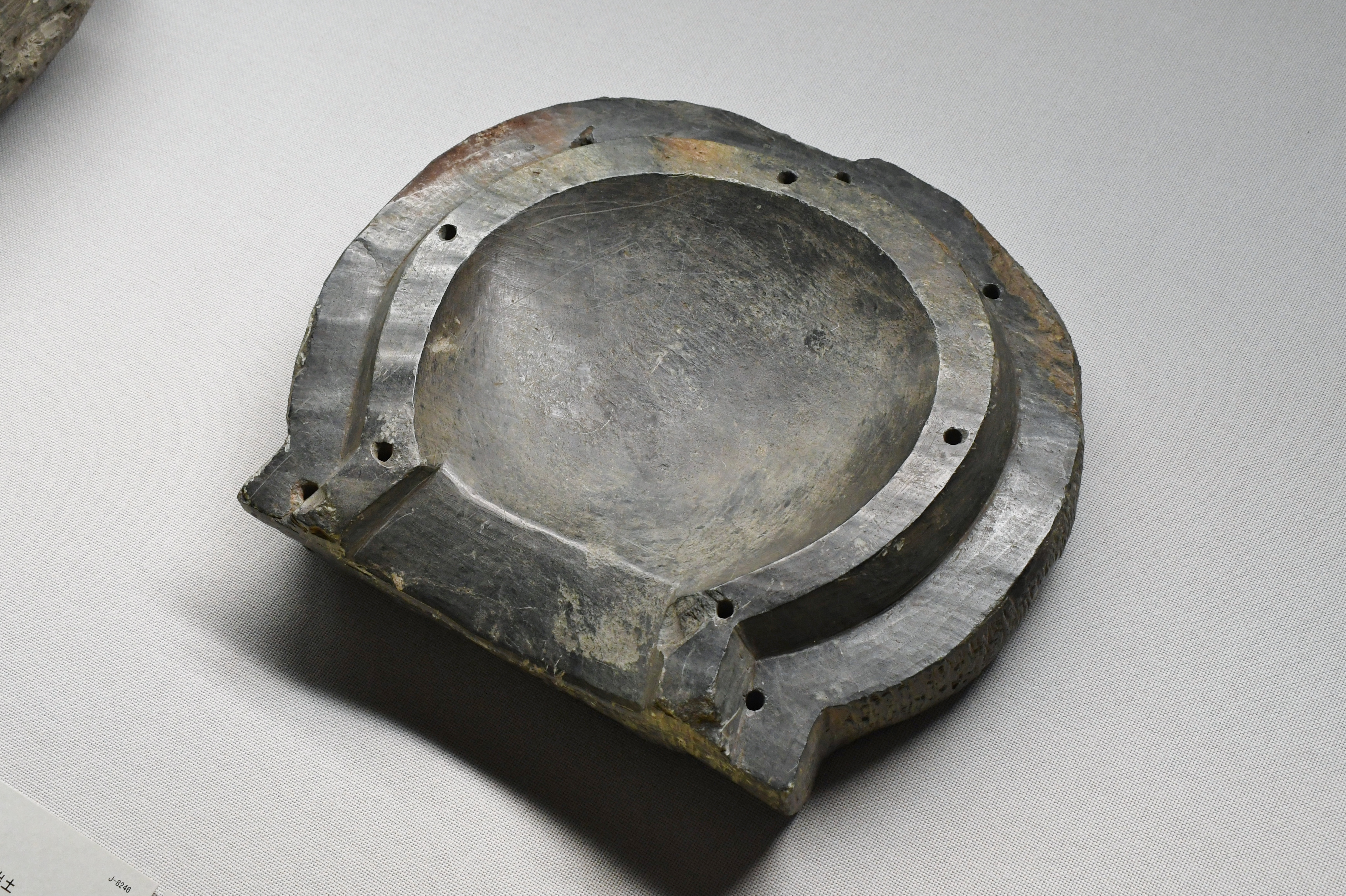
高倉所在古墳 石枕 千葉県成田市。東京国立博物館展示。
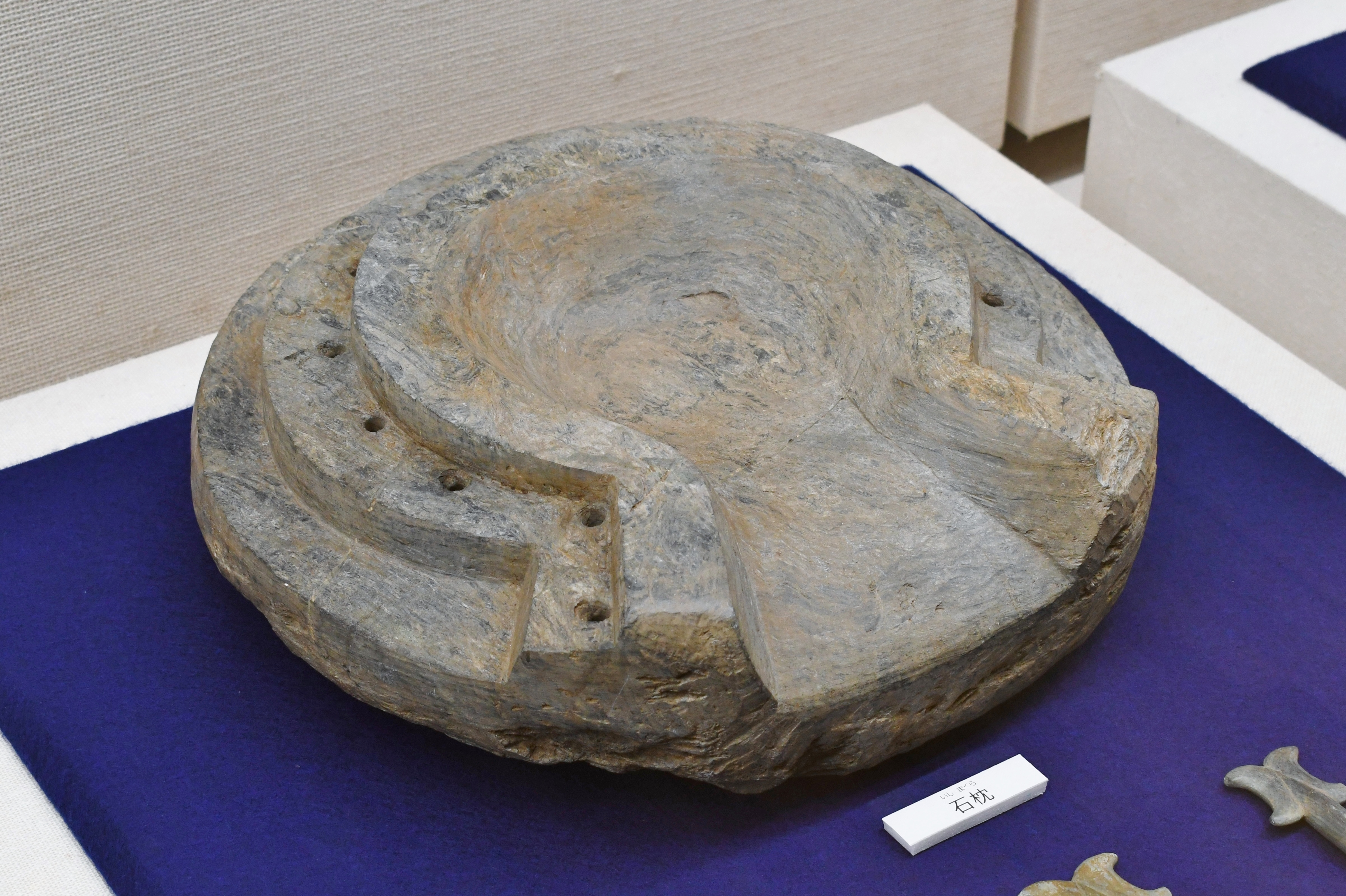
堀之内1号墳 石枕 千葉県香取市。大阪府立近つ飛鳥博物館企画展示時に撮影。
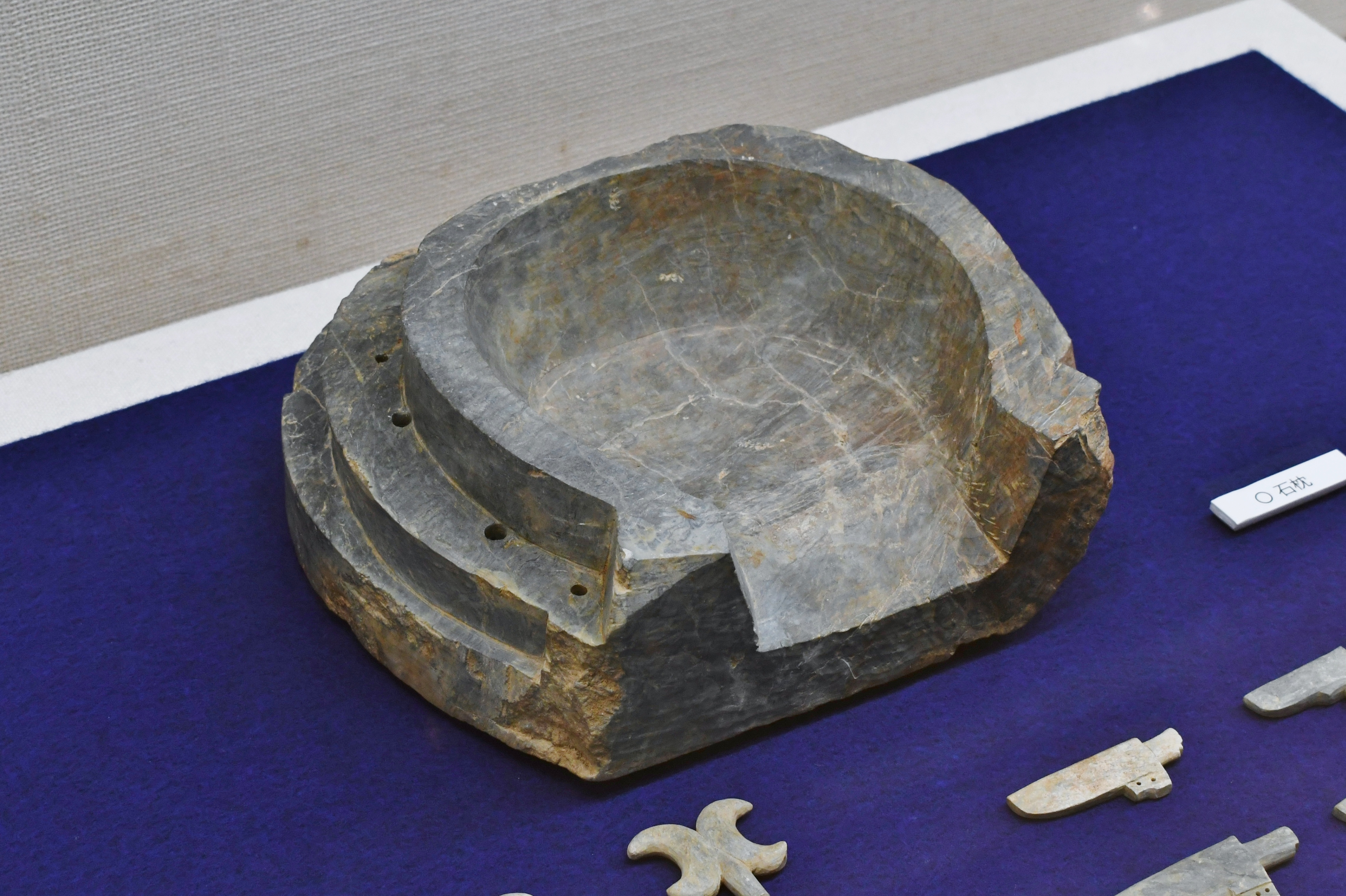
大戸宮作1号墳 石枕 千葉県香取市。大阪府立近つ飛鳥博物館企画展示時に撮影。
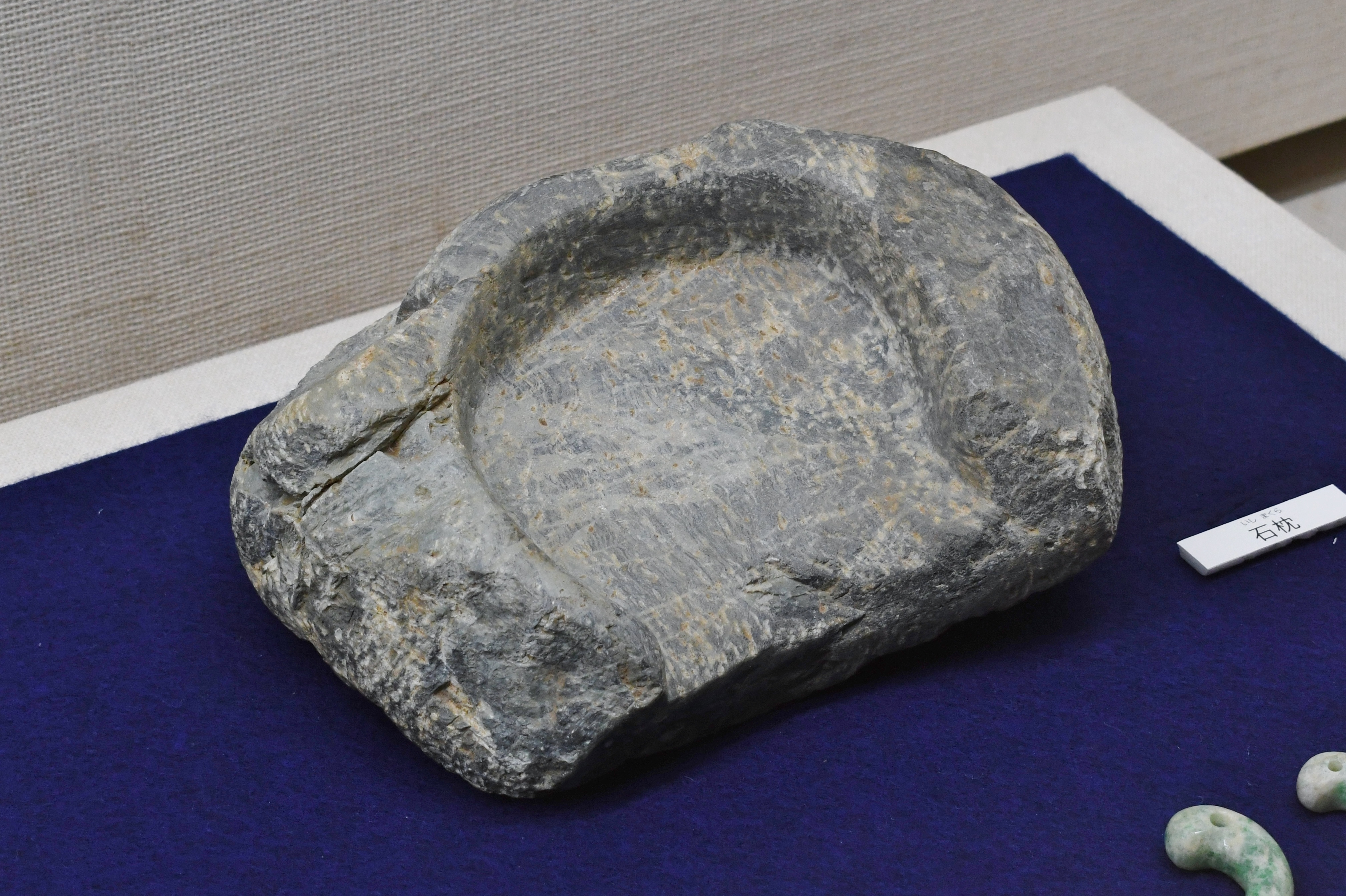
山之辺手ひろがり遺跡3号墳 石枕 千葉県香取市。大阪府立近つ飛鳥博物館企画展示時に撮影。
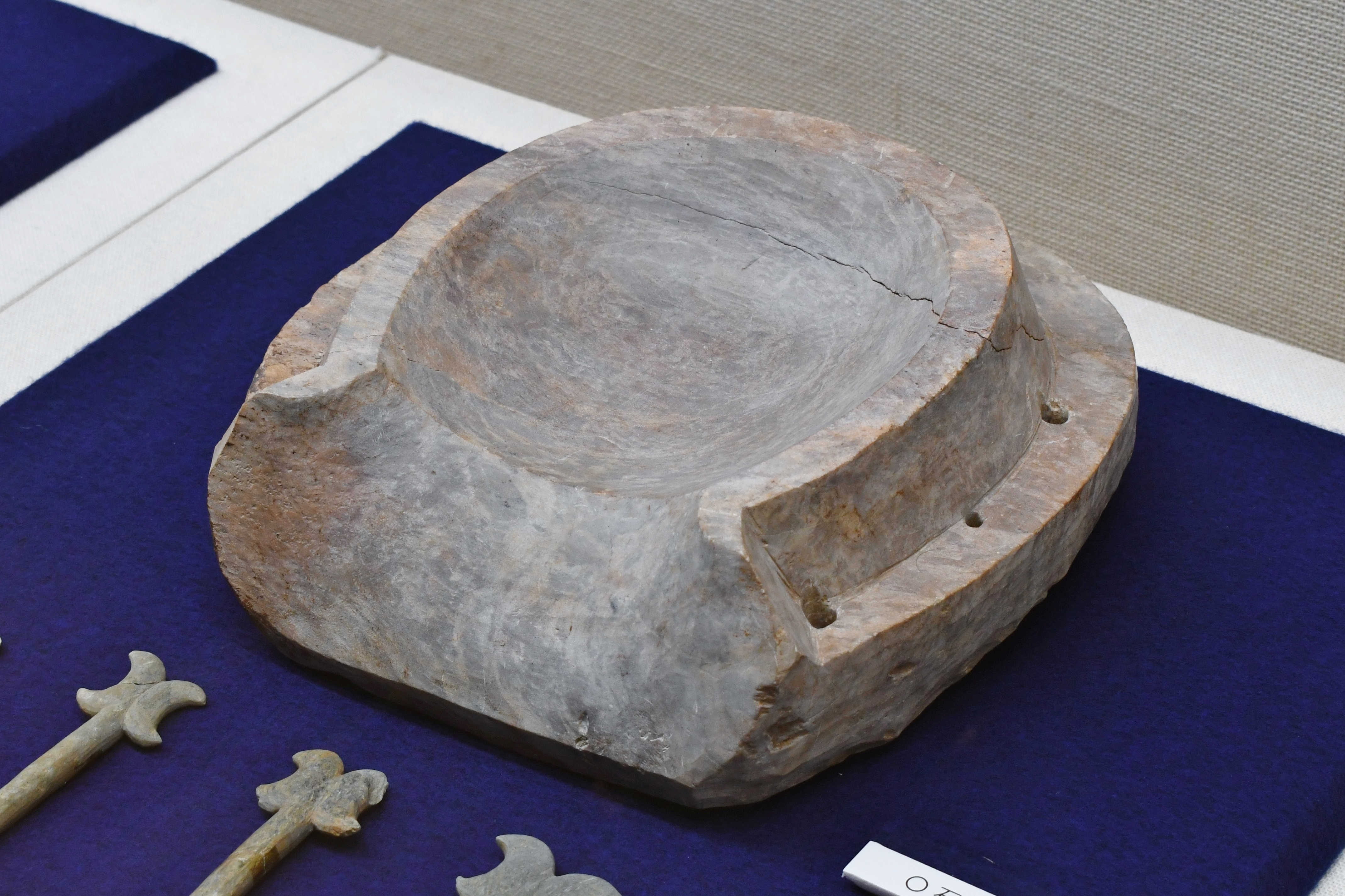
北ノ内古墳 石枕 千葉県神崎町。大阪府立近つ飛鳥博物館企画展示時に撮影。
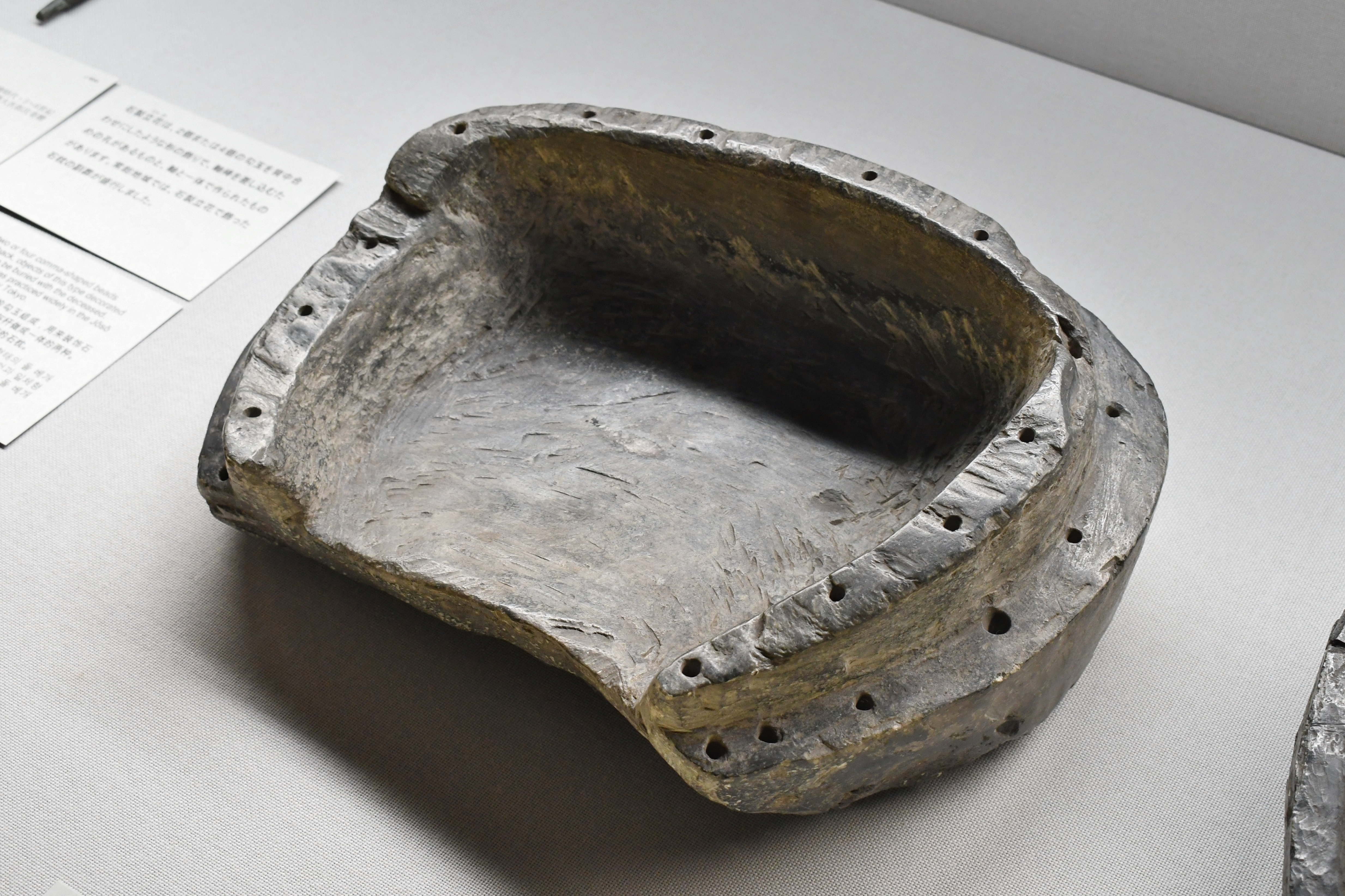
神崎町小松出土 石枕 千葉県神崎町。東京国立博物館展示。
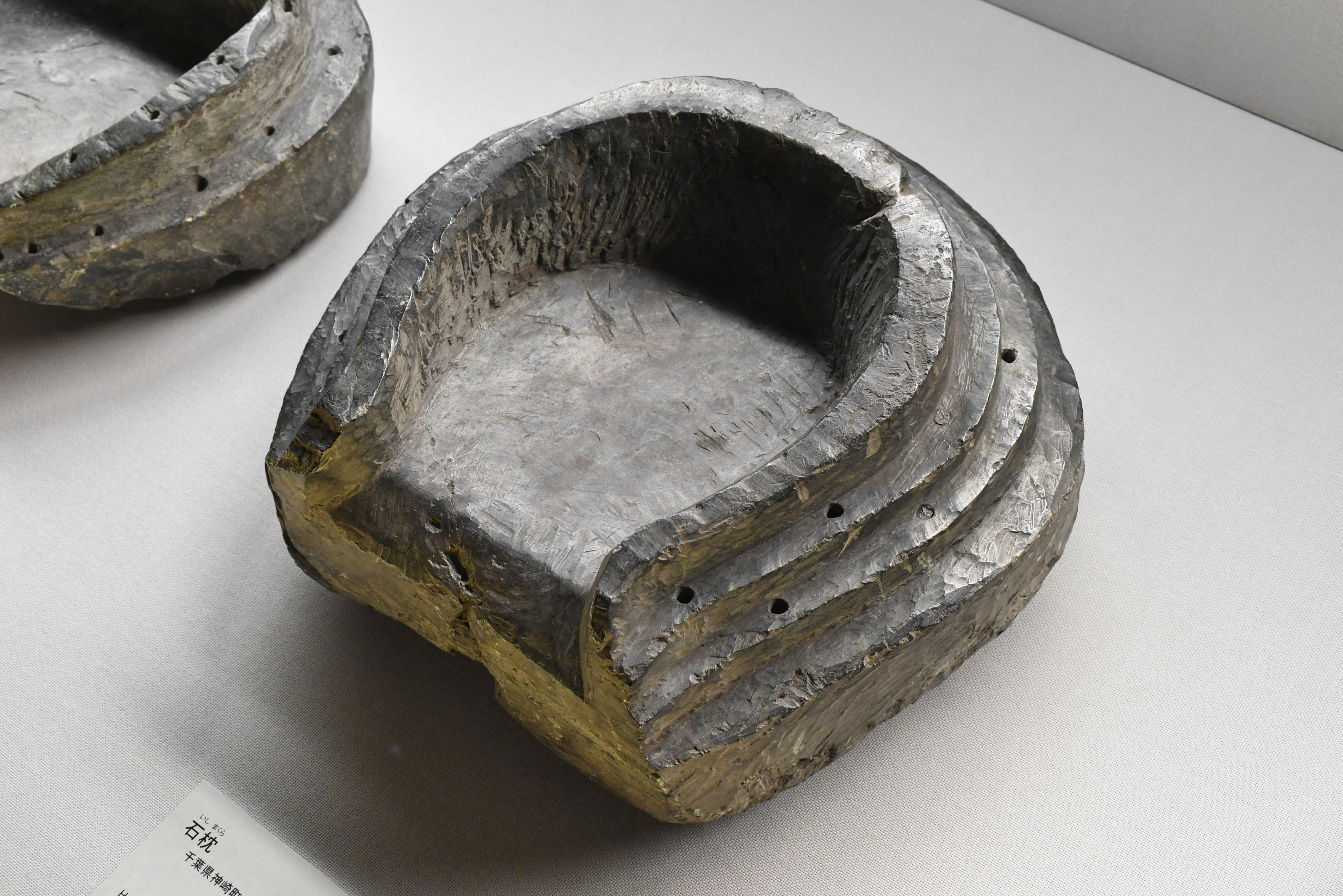
神崎町小松出土 石枕 千葉県神崎町。東京国立博物館展示。
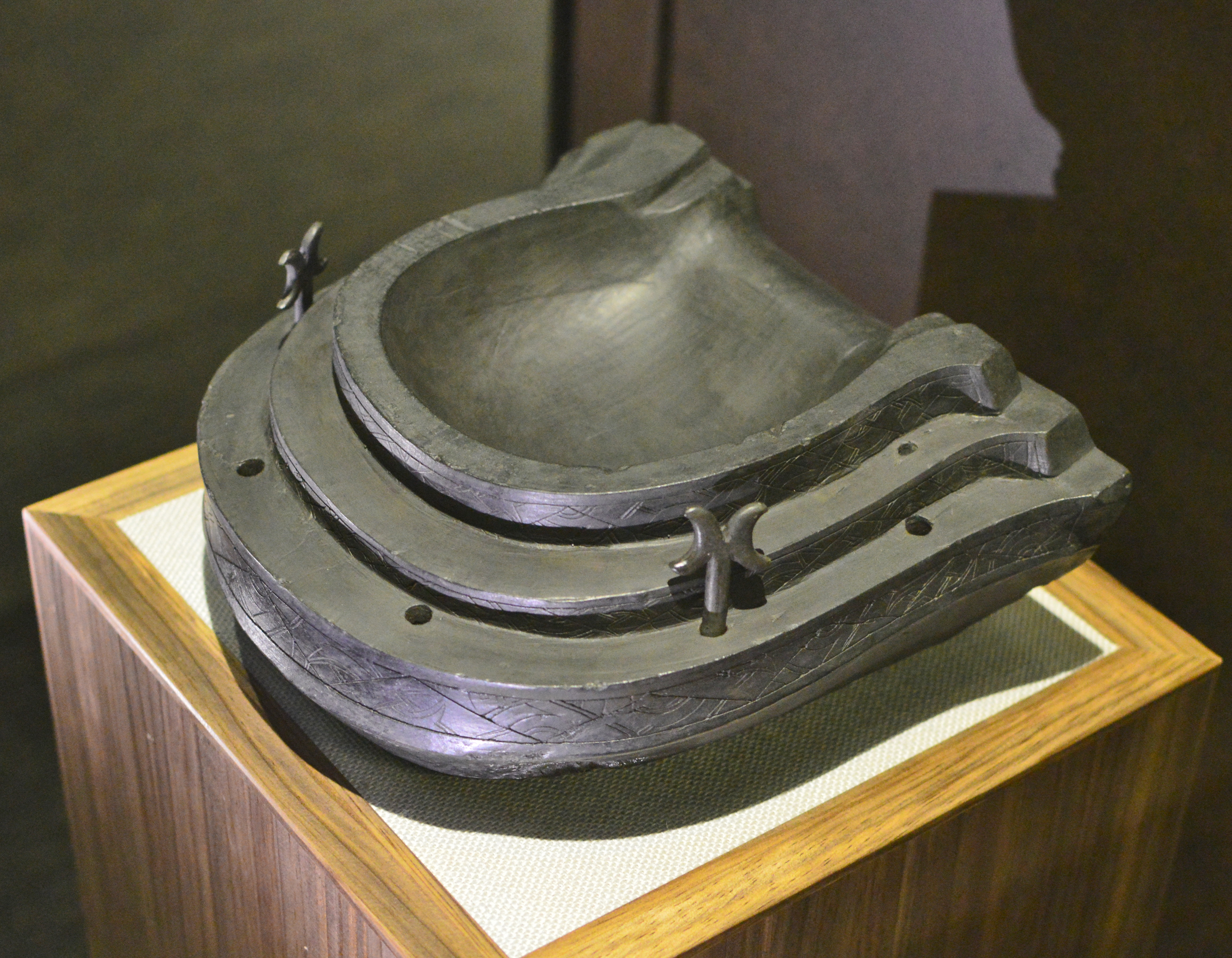
姉崎二子塚古墳 石枕・立花（重要文化財） 千葉県市原市。國學院大學博物館展示。
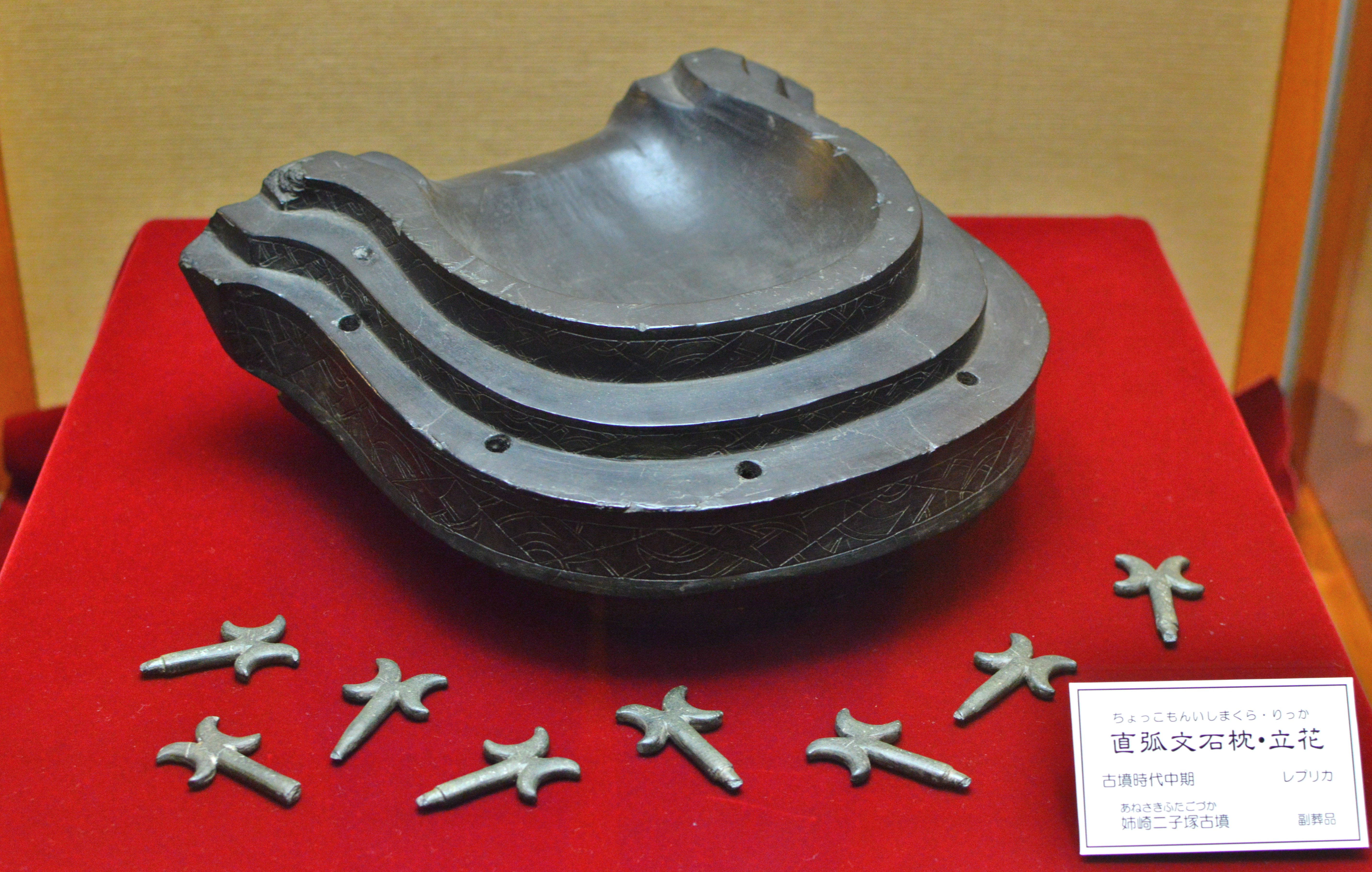
姉崎二子塚古墳 石枕・立花（複製） 千葉県市原市。市原市埋蔵文化財調査センター展示。
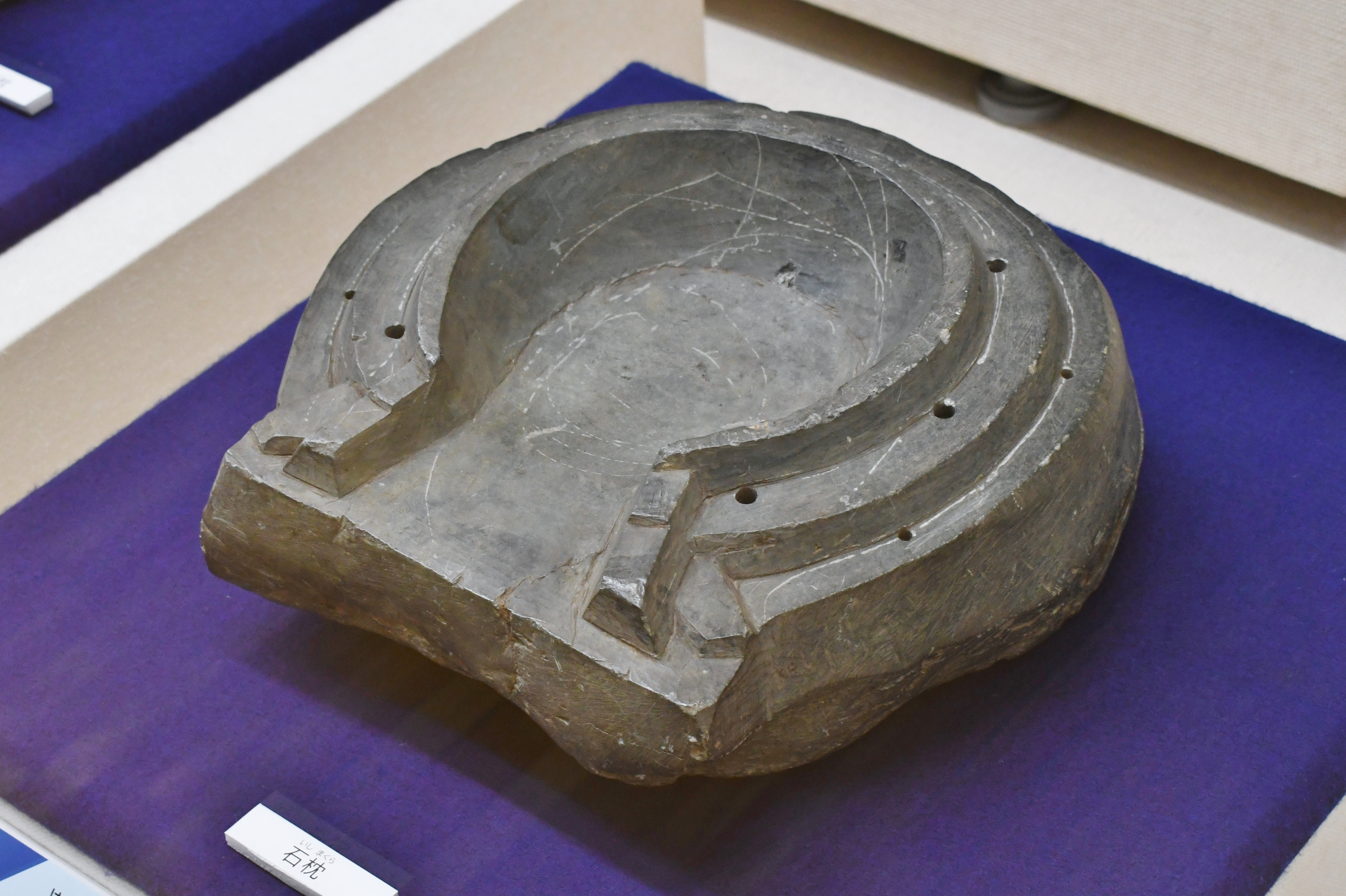
麓山神社後古墳 石枕 静岡県静岡市。大阪府立近つ飛鳥博物館企画展示時に撮影。
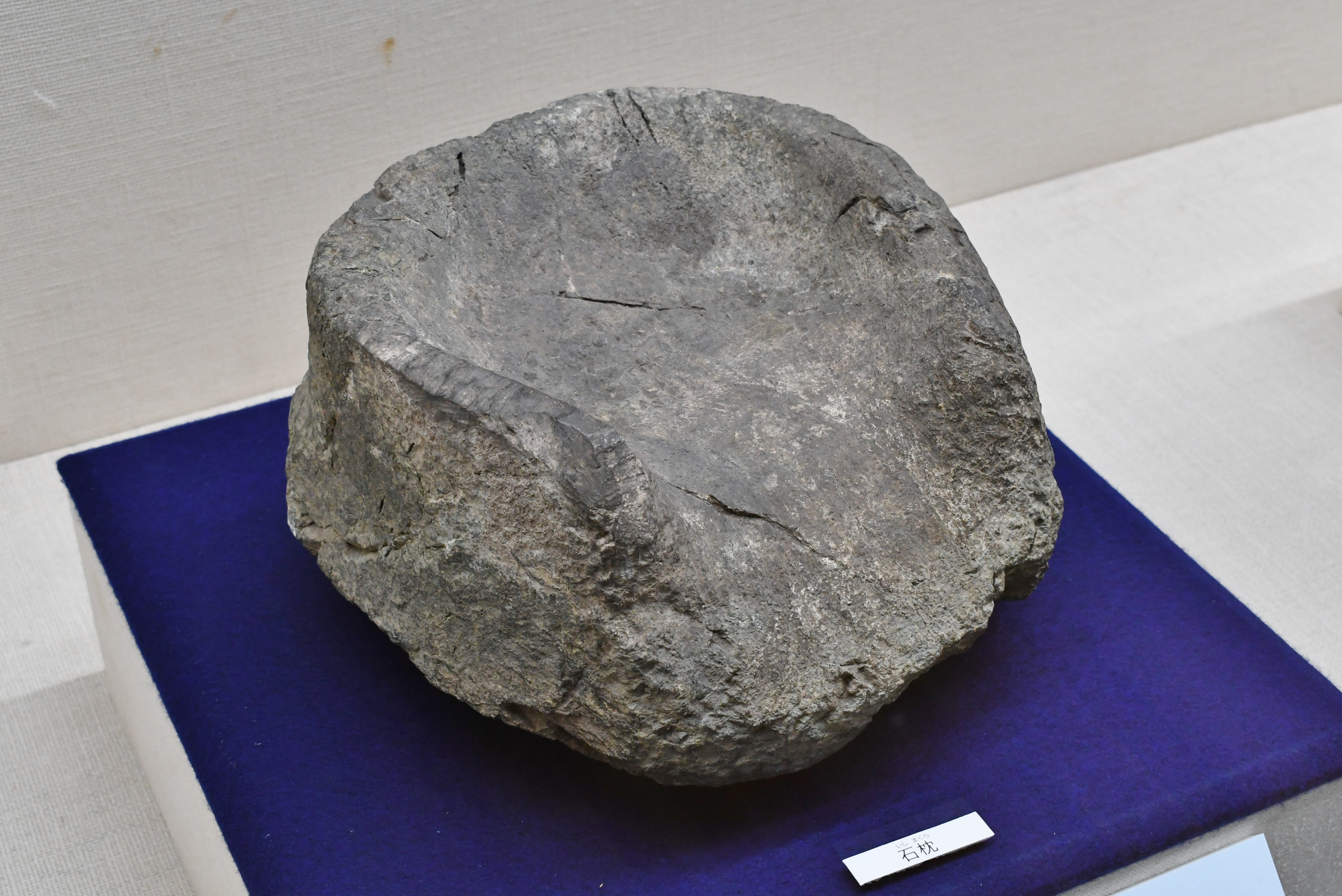
椒古墳 石枕 和歌山県有田市。大阪府立近つ飛鳥博物館企画展示時に撮影。
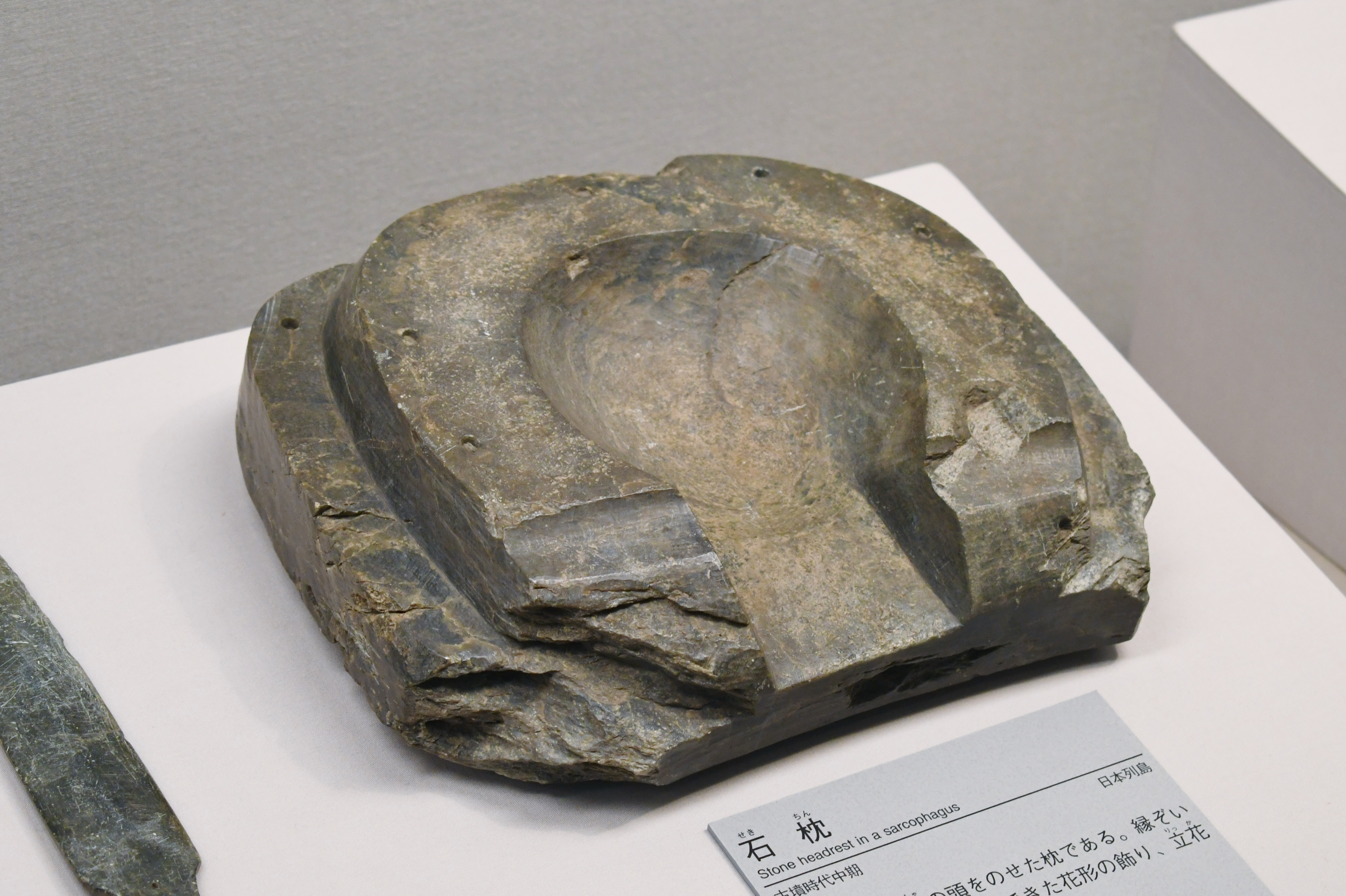
出土地不詳 石枕 天理大学附属天理参考館展示。

その他
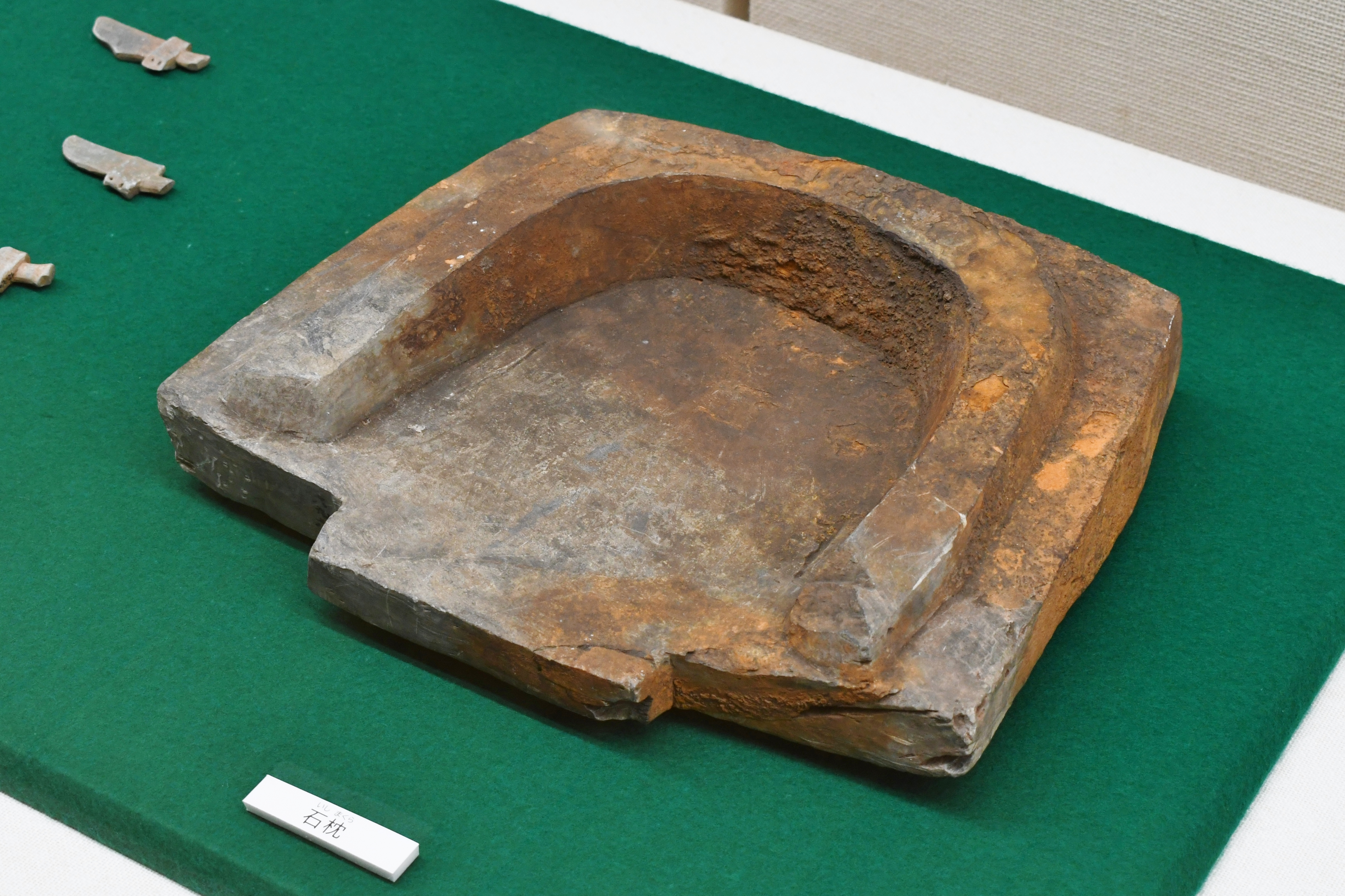
上細井稲荷山古墳 石枕 群馬県前橋市。大阪府立近つ飛鳥博物館企画展示時に撮影。
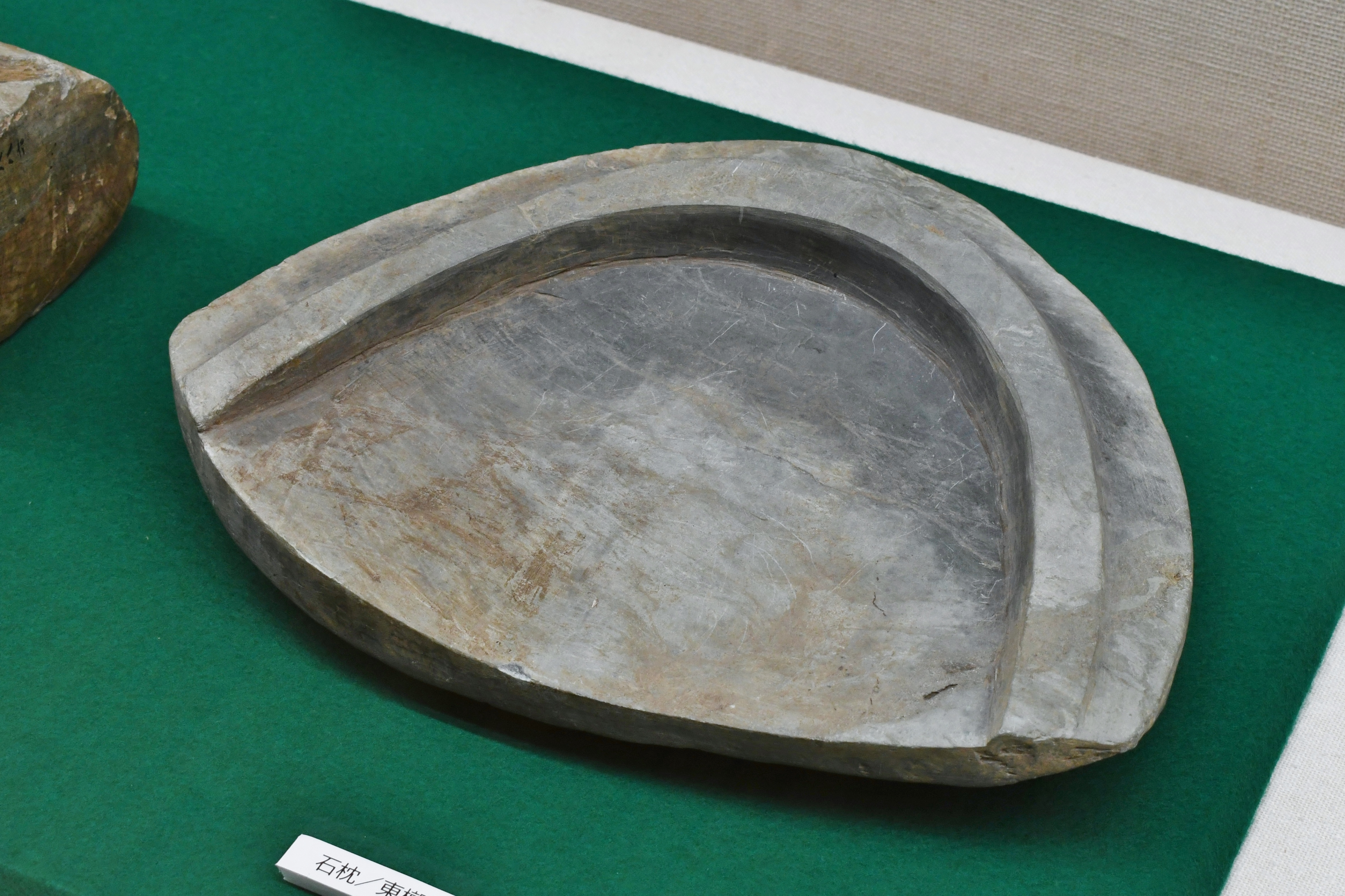
白石稲荷山古墳 石枕 群馬県藤岡市。大阪府立近つ飛鳥博物館企画展示時に撮影。
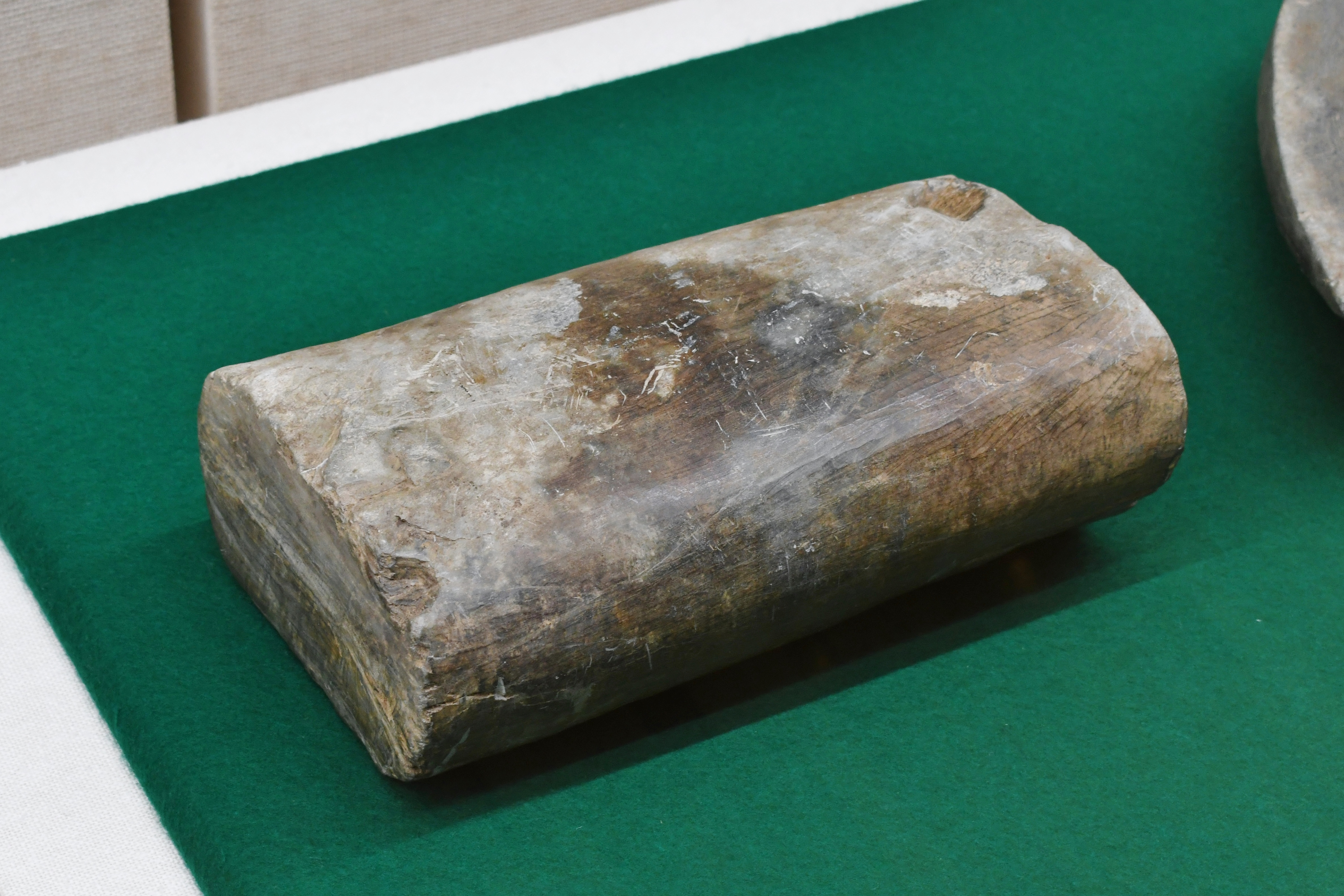
白石稲荷山古墳 石枕 群馬県藤岡市。大阪府立近つ飛鳥博物館企画展示時に撮影。
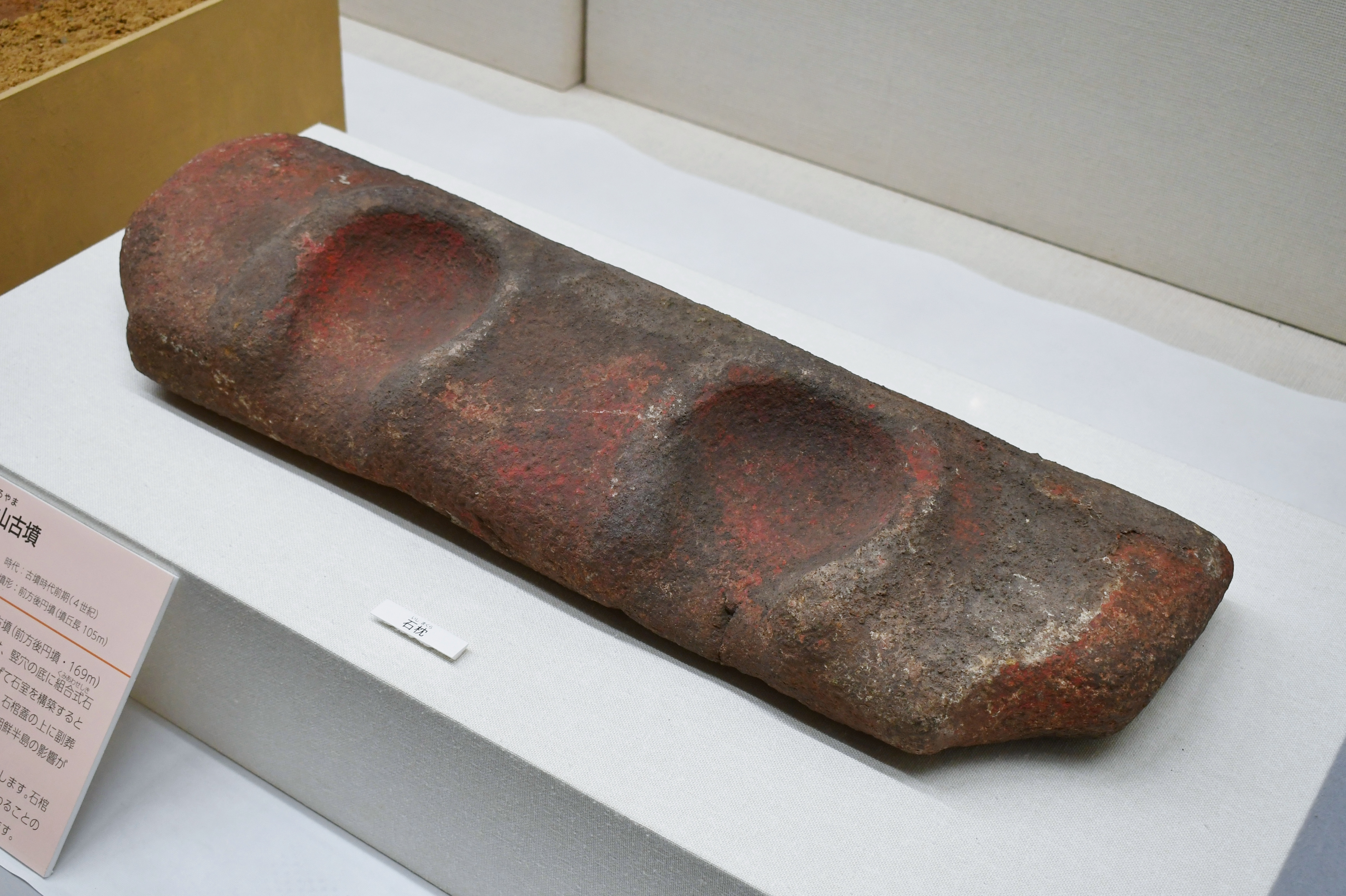
大丸山古墳 石枕 山梨県甲府市。大阪府立近つ飛鳥博物館企画展示時に撮影。
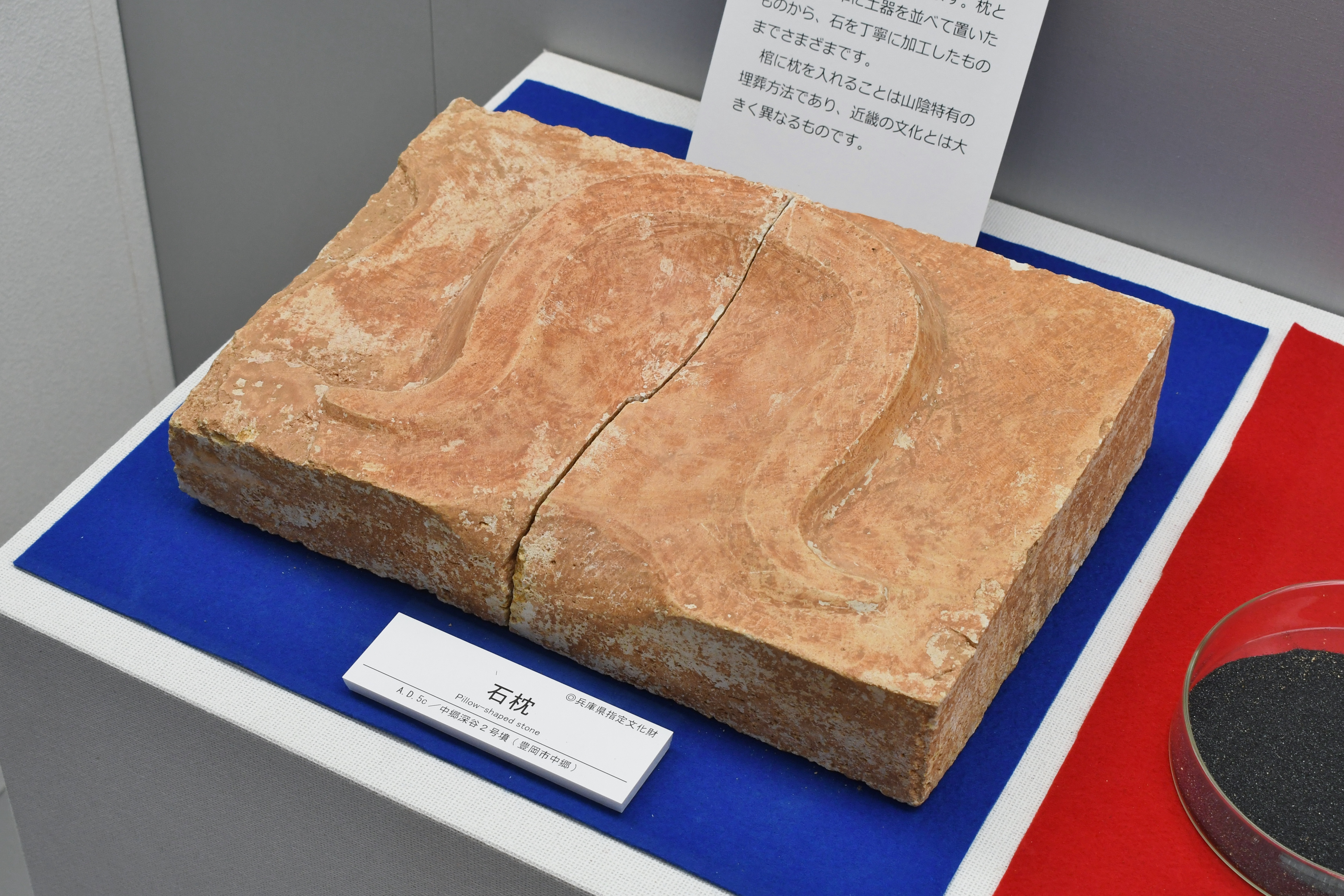
中郷深谷2号墳 石枕 兵庫県豊岡市。豊岡市立歴史博物館（但馬国府・国分寺館）展示。
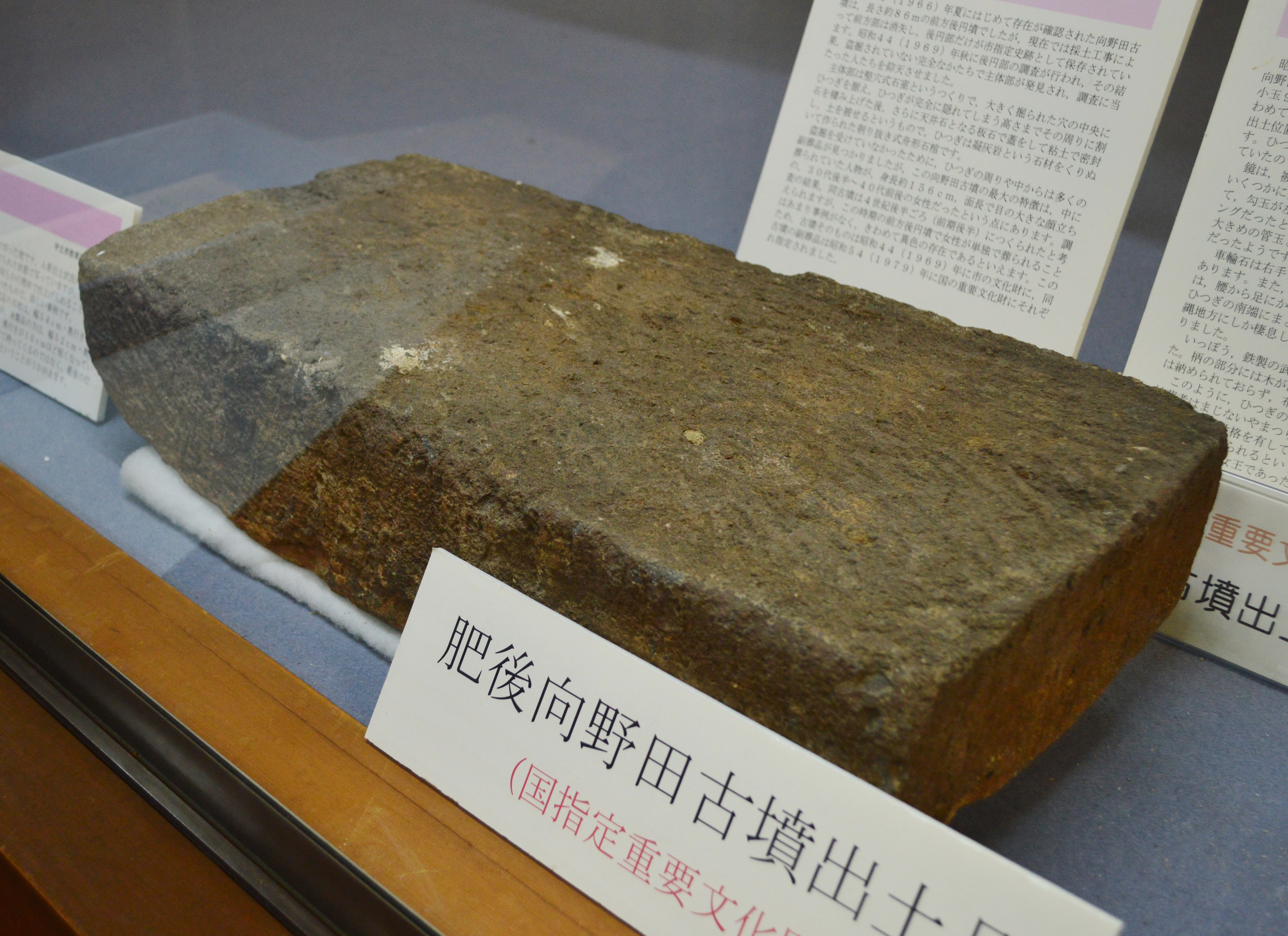
向野田古墳 石枕未成品 熊本県宇土市。宇土市立図書館郷土資料室展示。

## その他
土製の枕は埴製枕（はにせいまくら）と呼ばれる。石枕と比べて出土例は少なく、おじょか古墳（三重県）・産土山古墳（京都府）・青山遺跡（大阪府）・燈籠山古墳・五条猫塚古墳（奈良県）で知られるのみになる。

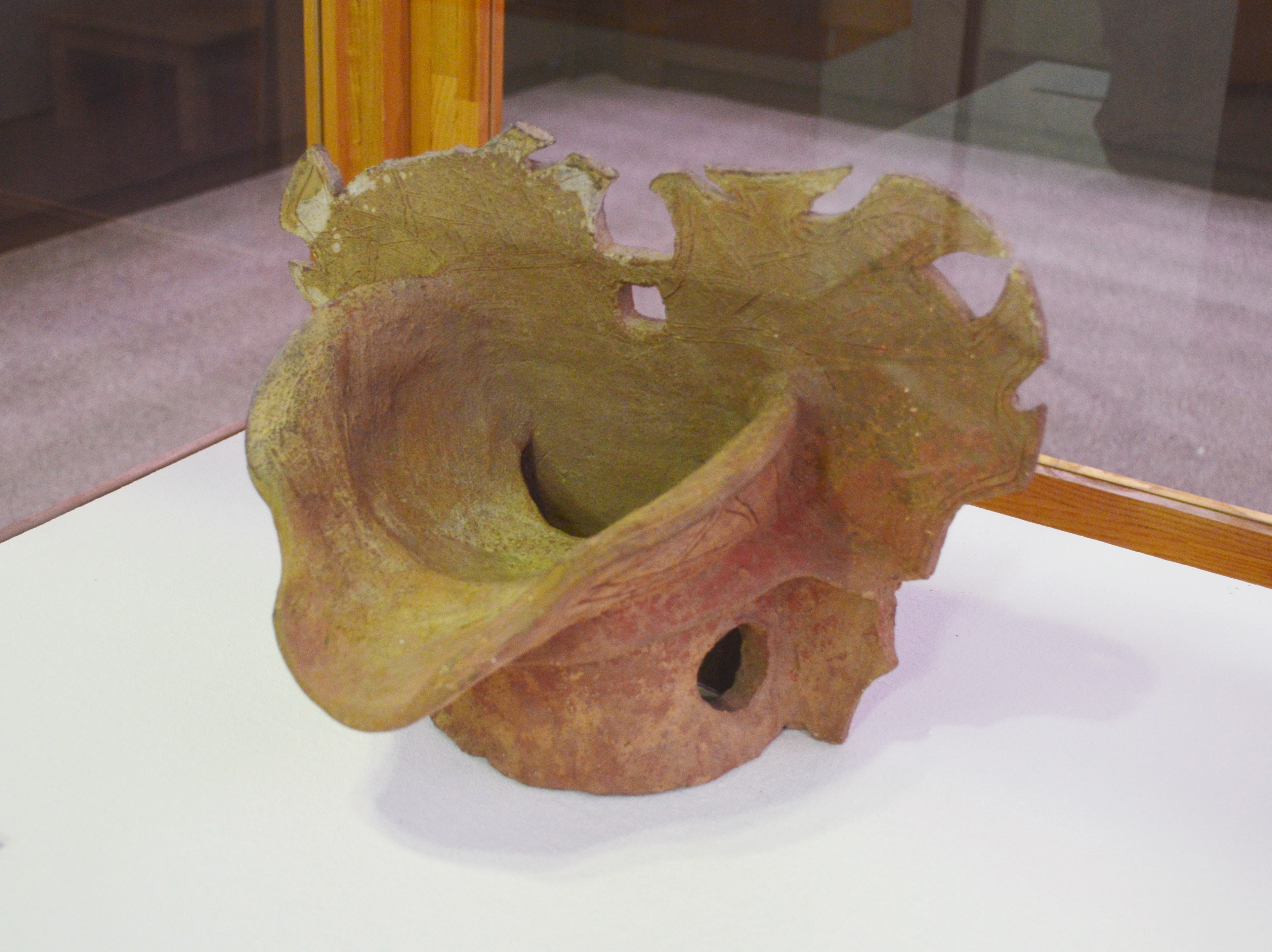
おじょか古墳 埴製枕 三重県志摩市。志摩市歴史民俗資料館展示。
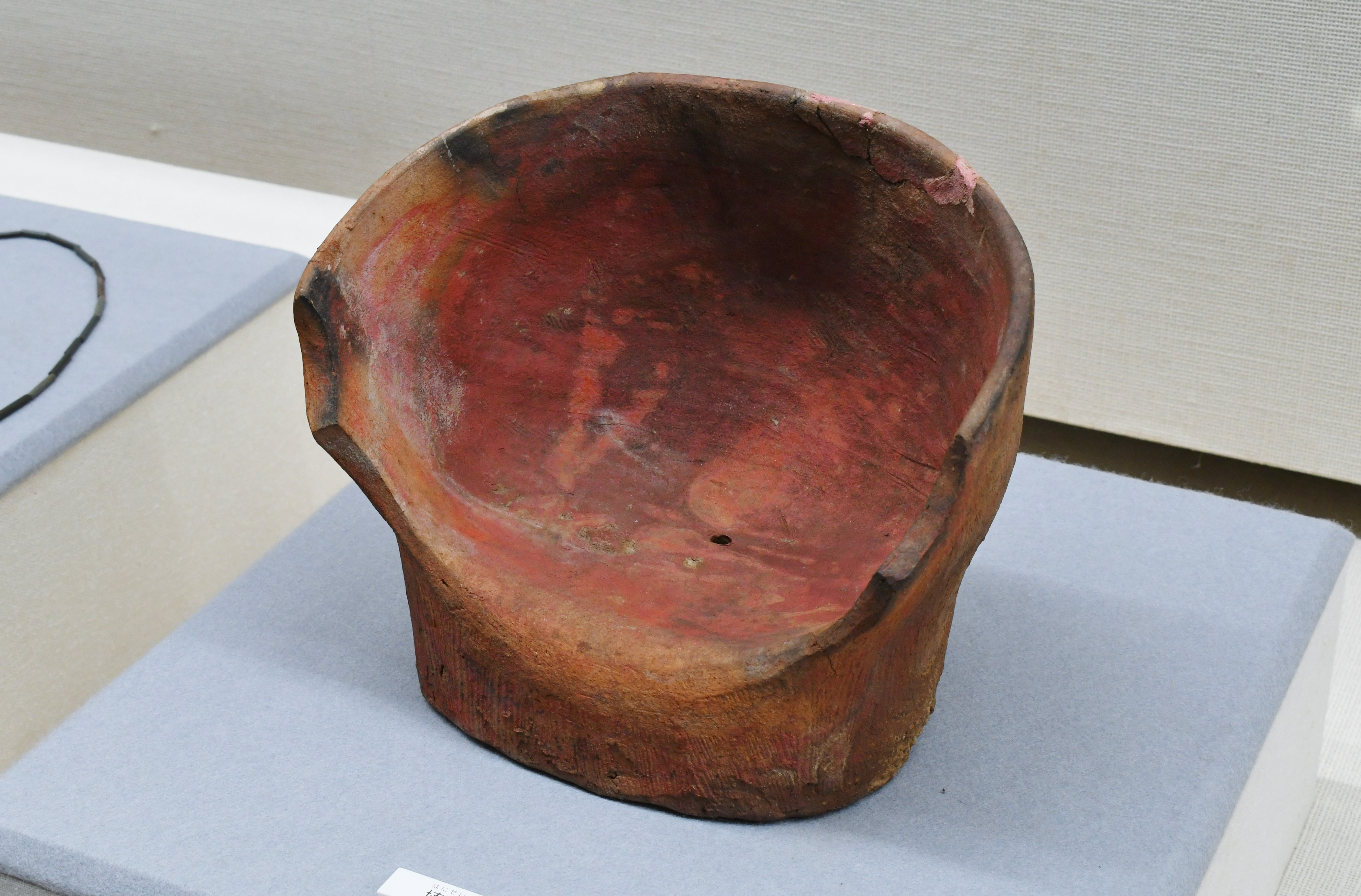
産土山古墳 埴製枕 京都府京丹後市。大阪府立近つ飛鳥博物館企画展示時に撮影。
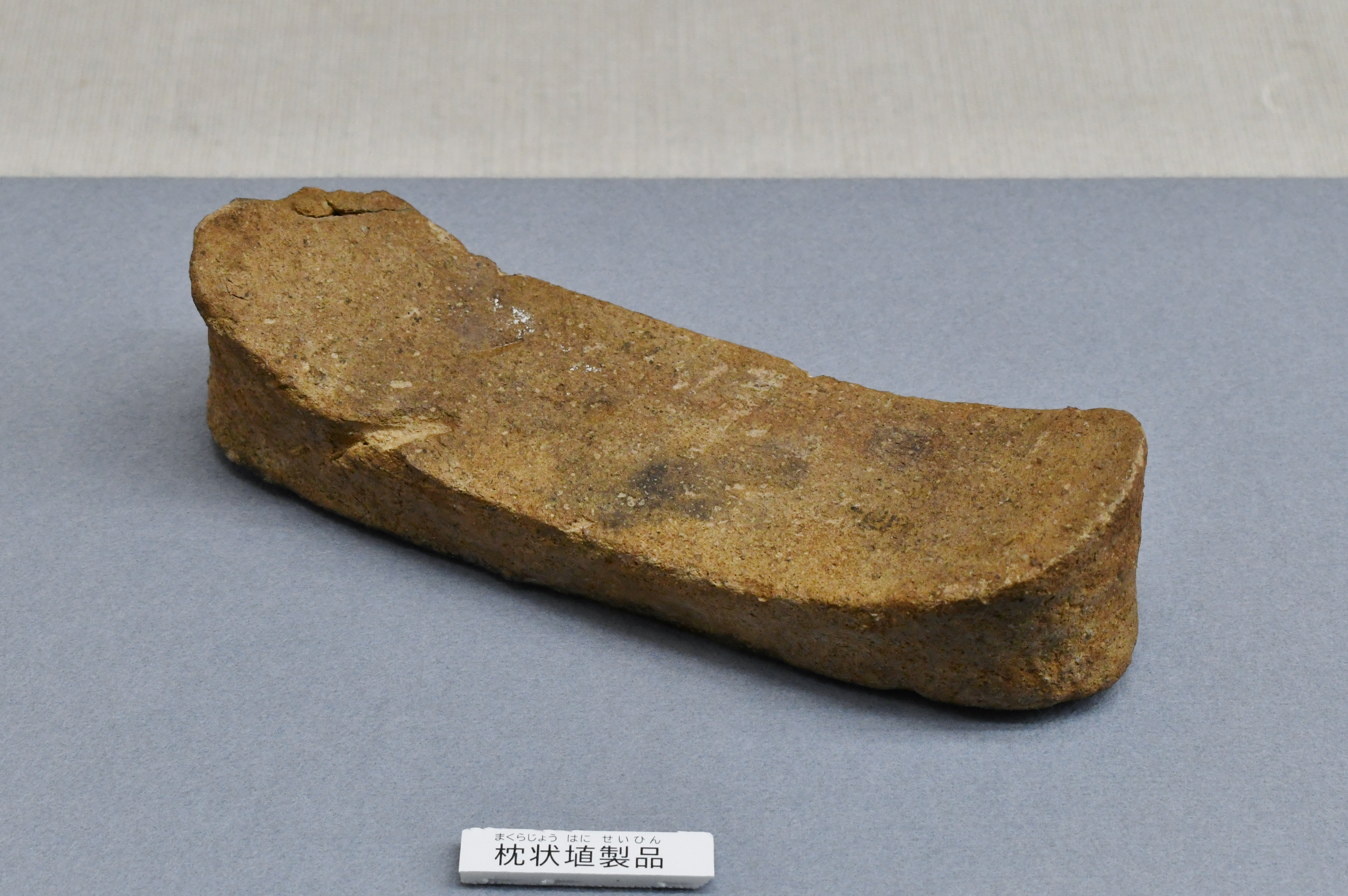
青山遺跡 枕状埴製品 大阪府藤井寺市。大阪府立近つ飛鳥博物館企画展示時に撮影。
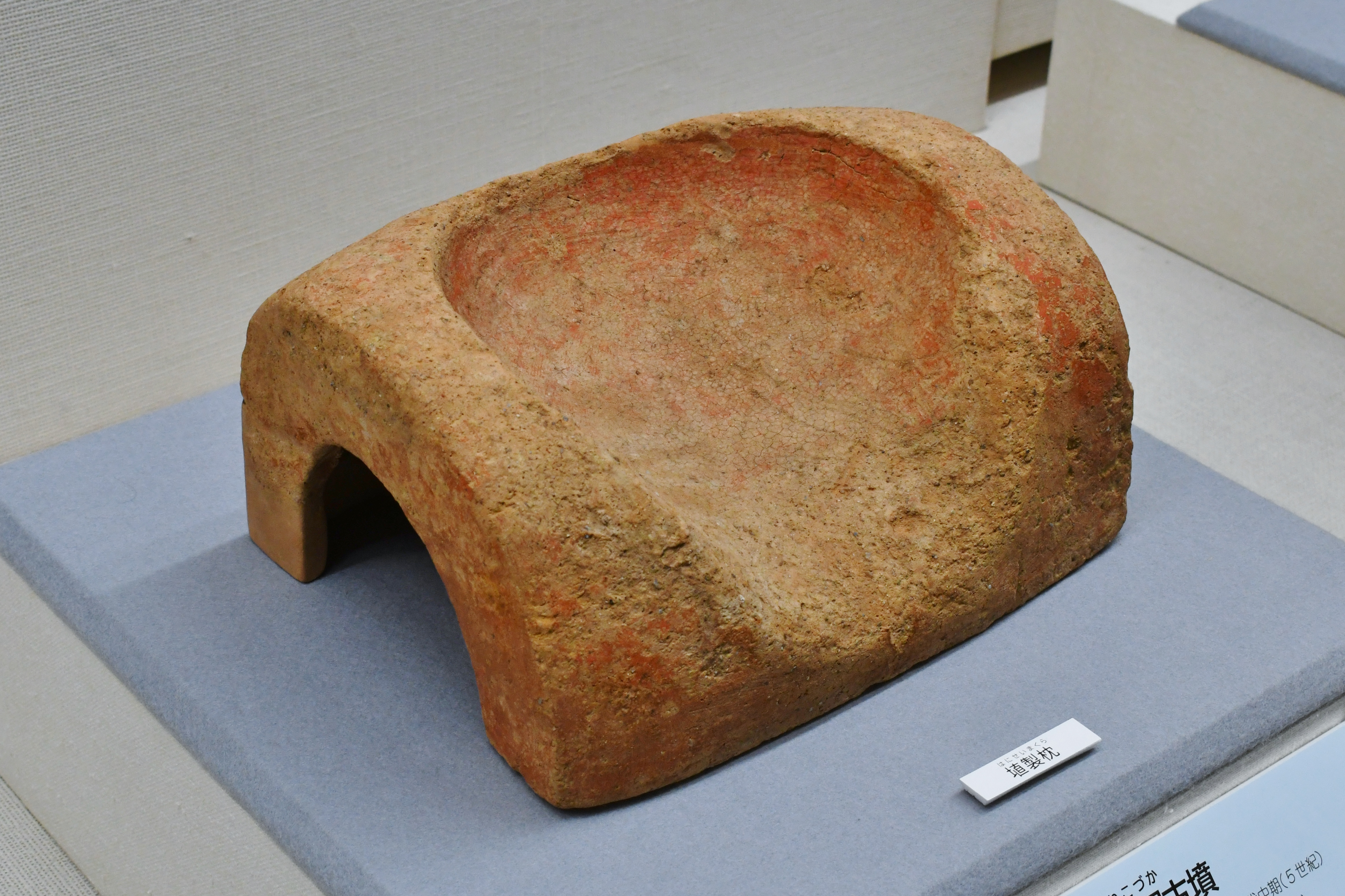
五条猫塚古墳 埴製枕 奈良県五條市。大阪府立近つ飛鳥博物館企画展示時に撮影。